# ブカレスト
ブカレスト（ルーマニア語: București, 英語:Bucharest）は、ルーマニアの首都で同国最大の都市。ブカレストはルーマニア南東部にあり、ドゥンボヴィツァ川河畔の都市でルーマニアの文化、産業、金融の中心都市である。

## 概要
ブカレストが最初に文書に言及されたのは1459年のことで、それ以来様々な変化を経験し1862年にルーマニアの首都となった。首都になってからはマスメディアや文化、芸術の分野で着実にその地位を固めた。ブカレストの建築物には歴史的に新古典主義建築や戦間期のバウハウス、アール・デコ、共産主義時代、そして現代と様々なものが混ざり合っている。戦間期のブカレストは優雅で洗練された建築物により「小パリ」(Micul Paris) という愛称が付けられていた。しかしながら、これら多くの建築物や歴史的な中心部は戦争や地震、ニコラエ・チャウシェスクにより始められた1970年代半ばの体系化政策により損害を受けたり破壊された。一部は、被害を免れた建築物もある。近年では経済や文化的なブームが起こっている。
2011年に行われた国勢調査の暫定値によればブカレスト市域の人口は1,677,985人で、2002年に行われた国勢調査に比べ減少している。ブカレスト市域を超えた都市的地域の人口は193万人であった。都市的地域周辺の衛星都市を加えたブカレスト都市圏とされる地域の人口は220万人である。ユーロスタットによればブカレストの大都市圏の人口は2,151,880人である。非公式な統計によれば300万人を超えるとされている。ブカレストは欧州連合の市域人口で10番目に大きい都市である。
経済的にはブカレストはルーマニアではもっとも豊かな都市で、東ヨーロッパでは産業や交通要衝の中枢都市の一つである。ブカレストには様々な都市機能が集約されている。自治体としてのブカレストはブカレスト市（Municipiul București）として首都であり県と同格の特別な地位が与えられ、市内は6つの行政区（セクトール）に分けられている。

## 呼称
ブカレスト／ブクレシュティ București [bukuˈreʃtʲ] ( 音声ファイル)の名称の起源は明らかでないが、伝承でブカレストの成立に関連したブクルBucur という人名に関連付けられこの人物は君主か無法者、漁師、はたまた伝説の羊飼いブクルかそれとも猟師か様々な異なった伝説がある。ルーマニア語ではbucur は「喜び」などを意味し 、ダキア人の言葉が元だと信じられている。他の可能性は今は失われてしまった牧畜の用語でラテン語の buculus（仔牛）がある。Dimitrie Papazoglu は14世紀の地主であるBugăから来た説を提唱している。
初期の学者は様々な説を提唱しており、オスマンの旅行家エヴリヤ・チェレビはある部族のBeni-KureișからEbu-Karișと名付けられたと述べている。1781年にI. Fr. Sulzerが bucurie （喜び）、bucuros（喜びに満ちた）、a bucura（喜ばしくなること）に関連していると主張し、19世紀にウィーンで出版された本には"Bukovie"（ブナ林）から来た名称であるという仮説が立てられている。言語学者 泉井久之助は、現地名 București について、「もとは Bucure-ski から来ている。その bucurie （ブクリェ）は「喜び、歓喜」である。これに名詞を形容詞化する接尾辞の一つであった -sk- がつけられて、「歓喜の（都）」というのが、十四～十五世紀における建都のときの命名の意味であった」と述べている。現在の公式の自治体名はブカレスト市を意味するMunicipiul Bucureștiである。ブカレスト出身者やブカレスト在住者はブクレシュテアン(ルーマニア語: bucureștean [bukureʃˈte̯an])と呼ばれる。
マジャル（ハンガリー）語ではブカレシュト（Bukarest）、標準ドイツ語ではブーカレスト（Bukarest）という。日本ではルーマニア語名に基づく「ブクレシュティ」および標準ドイツ語名に基づく「ブカレスト」という2つの呼称が混用されているが、日本の主だった報道機関各社などは「ブカレスト」を用いており、本稿では以下「ブカレスト」と表記する。

## 地理

### 地勢

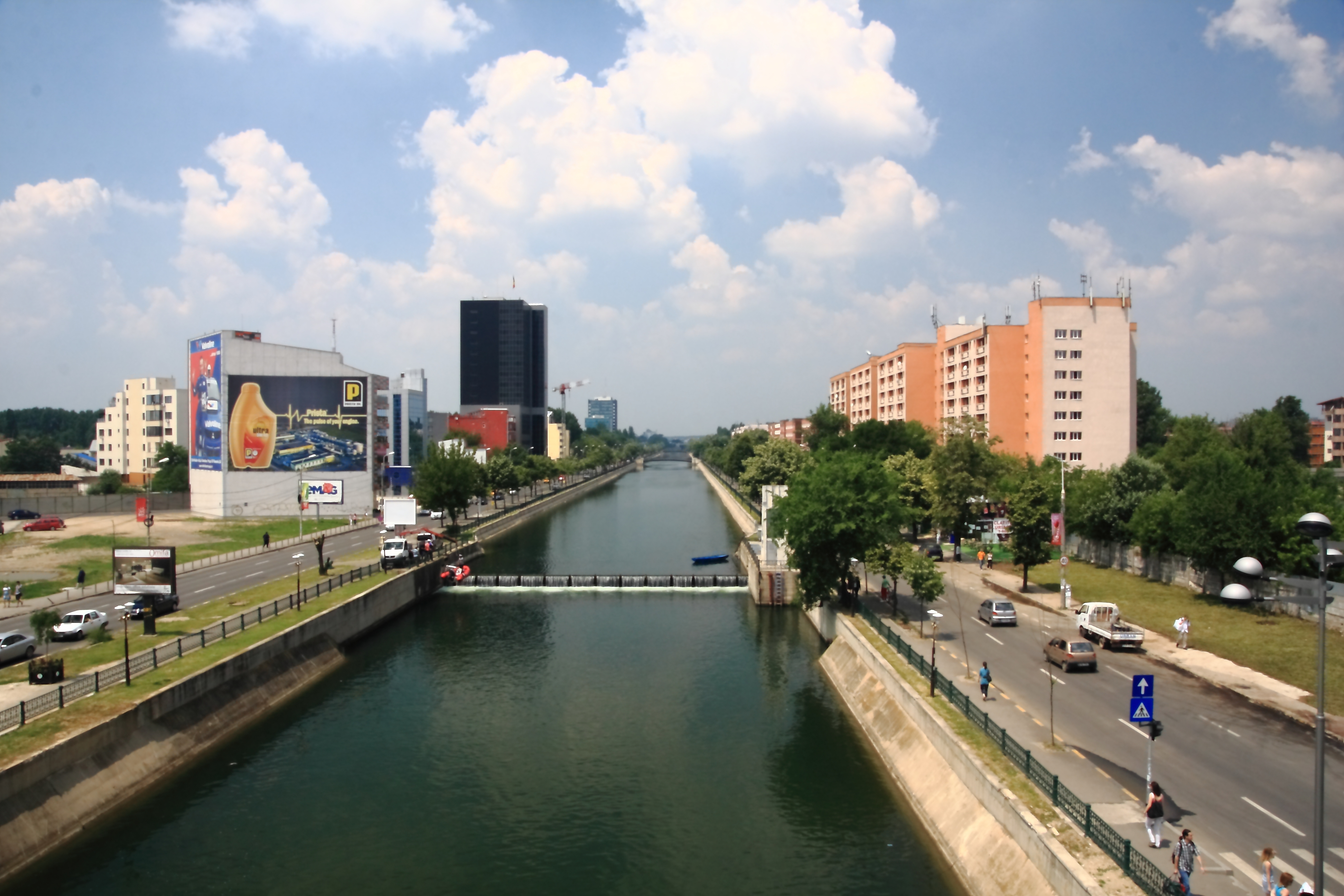
ドゥンボヴィツァ川

ブカレストはドナウ川の支流であるアルジェシュ川に流れ込むドゥンボヴィツァ川の河畔に位置する。ブカレスト周辺部にはいくつかの湖があり、主な湖はヘラストラウ湖、フロレアスカ湖、テイ湖、コレンティーナ湖で、市の北部をまたぎドゥンボヴィツァ川の支流のコレンティーナ川に沿って伸びている。市の中心部のチシュミジウ公園には人工のチシュミジウ湖がある。チシュミジウ公園は1847年に開園し、たびたび著名な詩人や作家が訪れた。公園はドイツ人建築家カールF.W. マイヤー（Carl F.W. Meyer）により設計され現在ではブカレスト中心部の主要な憩いの場となっている。チシュミジウ公園と並び、ブカレストにヘラストラウ公園やブカレスト植物園などいくつかの公園や庭園が含まれる。ヘラストラウ公園は市の北部に位置し、ヘラストラウ湖の周囲に位置しルーマニア中から集めた農家を展示するオープンエアのヴィレッジミュージアムもある。植物園はこの種の施設ではルーマニア最大のもので1万種を超える植物が展示されている。植物園はかつて、王室の娯楽のための公園であった。
ブカレストはワラキア平原の南東部に位置する。かつてはヴラシエイの森に覆われていたが、後にこれらの森林は取り除かれ肥沃で平坦な農地となった。多くの都市と共にブカレストは伝統的に、ローマと同じように7つの丘を持つ都市と考えられている。ブカレストの7つの丘はMihai Vodă、Dealul Mitropoliei、 Radu Vodă、Cotroceni、Spirei、Văcărești、Sf. Gheorghe Nouとされる。
ブカレスト市の面積は 226平方キロメートル (87 sq mi)で、海抜は南東部のカツェル（Cățelu）のドゥンボヴィツァ橋で55.8メートル (183.1 ft) 、セクトール6の ミリタリ教会で91.5 m (300.2 ft) ある。市域は比較的丸い形をしており、東西南北の軸が交わる場所はブカレスト大学広場付近である。ルーマニアの道路元標があるのは大学広場の丁度南側で聖ゲオルギイ広場（Piața Sfântul Gheorghe）の正面である。ブカレスト市域の半径は大学広場から市境まですべての方角で10−12kmである。
比較的最近までブカレストの周辺は大部分が都市化がされていなかったが、1989年以降新しい郊外部の建設がブカレスト周辺部のイルフォヴ県で始められている。さらに2010年代後半にはブカレスト都市圏の自治体の合併が行われることが考えられ、これにはイルファヴ県や他の県の自治体も含まれる。

## 気候
ケッペンの気候区分によると、ブカレストの気候は温暖湿潤気候（Cfa）に属する。
北緯44度に位置するにもかかわらず、冬季の気温が高い。低緯度である北緯35度から北緯40度に位置する飛騨地方や長野県、東北地方内陸部よりも冬季の平均最低気温が高く、降雪量も少ない。
7月と8月の平均最高気温はおよそ30 °C (86 °F)であるが、しばしば35 °C (95 °F)から40 °C (104 °F)に達する。1945年8月20日には41.1℃を記録している。
| ブカレスト（1981年 - 2010年）の気候                                                                | ブカレスト（1981年 - 2010年）の気候 | ブカレスト（1981年 - 2010年）の気候 | ブカレスト（1981年 - 2010年）の気候 | ブカレスト（1981年 - 2010年）の気候 | ブカレスト（1981年 - 2010年）の気候 | ブカレスト（1981年 - 2010年）の気候 | ブカレスト（1981年 - 2010年）の気候 | ブカレスト（1981年 - 2010年）の気候 | ブカレスト（1981年 - 2010年）の気候 | ブカレスト（1981年 - 2010年）の気候 | ブカレスト（1981年 - 2010年）の気候 | ブカレスト（1981年 - 2010年）の気候 | ブカレスト（1981年 - 2010年）の気候 |
| 月                                                                                                 | 1月                                 | 2月                                 | 3月                                 | 4月                                 | 5月                                 | 6月                                 | 7月                                 | 8月                                 | 9月                                 | 10月                                | 11月                                | 12月                                | 年                                  |
| -------------------------------------------------------------------------------------------------- | ----------------------------------- | ----------------------------------- | ----------------------------------- | ----------------------------------- | ----------------------------------- | ----------------------------------- | ----------------------------------- | ----------------------------------- | ----------------------------------- | ----------------------------------- | ----------------------------------- | ----------------------------------- | ----------------------------------- |
| 最高気温記録 °C （°F）                                                                             | 17.1 (62.8)                         | 24.1 (75.4)                         | 29.0 (84.2)                         | 32.2 (90)                           | 36.9 (98.4)                         | 39.0 (102.2)                        | 42.2 (108)                          | 41.0 (105.8)                        | 38.5 (101.3)                        | 35.2 (95.4)                         | 25.1 (77.2)                         | 18.4 (65.1)                         | 42.2 (108)                          |
| 平均最高気温 °C （°F）                                                                             | 2.8 (37)                            | 5.5 (41.9)                          | 11.4 (52.5)                         | 18.0 (64.4)                         | 24.0 (75.2)                         | 27.7 (81.9)                         | 29.8 (85.6)                         | 29.8 (85.6)                         | 24.6 (76.3)                         | 17.9 (64.2)                         | 9.8 (49.6)                          | 3.8 (38.8)                          | 17.1 (62.8)                         |
| 日平均気温 °C （°F）                                                                               | −1.3 (29.7)                         | 0.4 (32.7)                          | 5.4 (41.7)                          | 11.2 (52.2)                         | 16.8 (62.2)                         | 20.6 (69.1)                         | 22.5 (72.5)                         | 22.0 (71.6)                         | 16.9 (62.4)                         | 11.0 (51.8)                         | 4.7 (40.5)                          | 0.2 (32.4)                          | 10.8 (51.4)                         |
| 平均最低気温 °C （°F）                                                                             | −4.8 (23.4)                         | −4.0 (24.8)                         | 0.1 (32.2)                          | 4.9 (40.8)                          | 9.6 (49.3)                          | 13.6 (56.5)                         | 15.4 (59.7)                         | 14.9 (58.8)                         | 10.5 (50.9)                         | 5.4 (41.7)                          | 0.6 (33.1)                          | −3.4 (25.9)                         | 5.2 (41.4)                          |
| 最低気温記録 °C （°F）                                                                             | −32.2 (−26)                         | −29.0 (−20.2)                       | −21.7 (−7.1)                        | −9.5 (14.9)                         | −1.1 (30)                           | 4.5 (40.1)                          | 7.4 (45.3)                          | 5.2 (41.4)                          | −3.1 (26.4)                         | −8.0 (17.6)                         | −19.4 (−2.9)                        | −25.6 (−14.1)                       | −32.2 (−26)                         |
| 降水量 mm （inch）                                                                                 | 37 (1.46)                           | 37 (1.46)                           | 44 (1.73)                           | 50 (1.97)                           | 56 (2.2)                            | 83 (3.27)                           | 70 (2.76)                           | 56 (2.2)                            | 64 (2.52)                           | 53 (2.09)                           | 46 (1.81)                           | 48 (1.89)                           | 643 (25.31)                         |
| 降雪量 cm （inch）                                                                                 | 13.7 (5.39)                         | 11.0 (4.33)                         | 10.5 (4.13)                         | 1.5 (0.59)                          | 0.0 (0)                             | 0.0 (0)                             | 0.0 (0)                             | 0.0 (0)                             | 0.0 (0)                             | 0.0 (0)                             | 8.8 (3.46)                          | 10.5 (4.13)                         | 56.0 (22.05)                        |
| 平均降雨日数                                                                                       | 6                                   | 6                                   | 9                                   | 11                                  | 12                                  | 11                                  | 9                                   | 8                                   | 8                                   | 10                                  | 10                                  | 9                                   | 109                                 |
| 平均降雪日数                                                                                       | 8                                   | 7                                   | 5                                   | 1                                   | 0.03                                | 0                                   | 0                                   | 0                                   | 0                                   | 0.3                                 | 3                                   | 7                                   | 31                                  |
| % 湿度                                                                                             | 89                                  | 83                                  | 75                                  | 71                                  | 69                                  | 70                                  | 68                                  | 68                                  | 73                                  | 79                                  | 85                                  | 88                                  | 76                                  |
| 平均月間日照時間                                                                                   | 70.6                                | 84.5                                | 138.0                               | 184.8                               | 246.3                               | 265.8                               | 289.2                               | 281.4                               | 224.1                               | 177.4                               | 87.5                                | 62.8                                | 2,112.4                             |
| 出典1：Pogoda.ru.net (average temperatures, humidity, precipitation, and snowy days)               |                                     |                                     |                                     |                                     |                                     |                                     |                                     |                                     |                                     |                                     |                                     |                                     |                                     |
| 出典2：NOAA (snowfall and sunshine, 1961–1990), Administrația Națională de Meteorologie (extremes) |                                     |                                     |                                     |                                     |                                     |                                     |                                     |                                     |                                     |                                     |                                     |                                     |                                     |

## 歴史
古代のブカレストやイルフォヴの地は深いヴラシエイの森に覆われていた。森林地帯のとくにコレンティーナ川やドゥンボヴィツァ川流域は小規模な旧石器時代の集落が点在していた。新石器時代にはグリナ文化と呼ばれる文化がブカレスト周辺では存在し、紀元前19世紀頃にはグメルニーツァ文化にブカレスト周辺地域は含まれていた。青銅器時代、グリナ文化、グメルニーツァ文化、テイ文化の3つの段階を経ていることがブカレストの土壌から導き出されている。
鉄器時代にはブカレスト周辺はケルト人やダキア人などインド・ヨーロッパ語族系を話す民族が居住していたと見られるがこの二つは同一なのかそれぞれ別なのかに関しては議論もある。その後の文化の段階はダキア人に起因するもので、小規模なダキア人の居住地がブカレストの様々な場所から発見されている。居住地は古代のギリシャ植民都市やローマ人と商業的なつながりがあり、古代ギリシャの硬貨が Lacul TeiやHerăstrăuで発見され、ローマ由来の硬貨や宝石がGiuleștiや Lacul Teiで見つかっている。
ブカレストはローマの支配には入らず、ムンテニアが330年代のコンスタンティヌス1世の軍勢に短期間攻略されている。コンスタンティヌス、ウァレンス、ウァレンティニアヌス1世などの硬貨がブカレストの様々な場所で発見されている。この地域の人口がローマ化された後に、最初のローマ軍のこの地域からの撤退と民族移動時代であったことが仮定されている。
スラヴ人がブカレスト周辺部に集落を築くとその痕跡は、イルフォヴIlfov（elha-ハンノキ属から）コレンティーナ、Snagov、Glina、Chiajnaなど現在も地名に残されている。一部の研究者によればスラヴ人たちは既に暗黒時代と呼ばれた中世初期までには文化的に同化していた。この地域は681年から1000年にかけては第一次ブルガリア帝国の版図の一部であったとされる。9世紀から12世紀にかけてのビザンティンの硬貨が様々な場所で発見されたことから商業的なつながりはビザンティン帝国により維持されていた。
その後はペチェネグやクマン人、1241年にはモンゴル帝国により侵略 (en) されている。その後はおそらくマジャル人と第二次ブルガリア帝国の間で争われた。
1459年にこの地に作られた城塞がワラキア公・ヴラド・ツェペシュの居城となった、というのがブカレストが史書に登場する最初である。以降、ヴォイヴォダであったミルチャ・チョバヌルによって王宮の夏の離宮として整備されていく。オスマン帝国の政策でムンテニアの重要性が増す中で、公国の都があったトゥルゴヴィシュテに比肩する都市へと成長していく。1698年、公国の都となり、貿易でも最重要都市になる。
1813年にはペストが猛威を振るう。ハプスブルク君主国（1716年、1737年、1789年）、帝政ロシア（1768年、1806年）など度重なる侵攻を経験する。1828年からクリミア戦争の間は、ロシア軍政下に置かれる。1848年にはワラキアでクーデターが発生、オーストリア帝国の管理下に置かれるなど激動の時代を経験する。1847年3月23日の大火によりブカレストでは2,000戸の家屋が失われ、大火の後は再建が進められた。

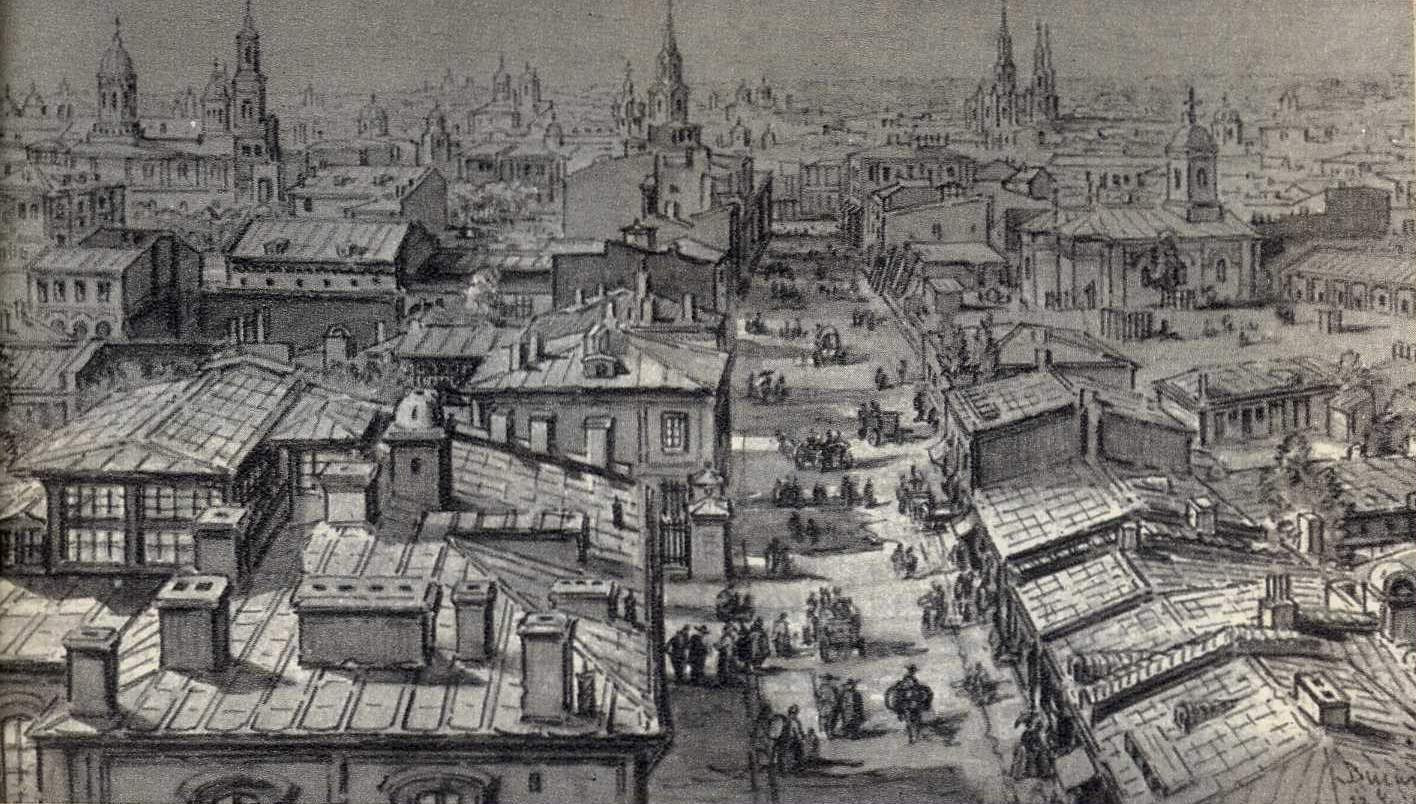
1868年のブカレスト

1861年、ワラキアとモルダヴィアが合同しこの新しい公国の都となる。さらに連合公国は1881年にルーマニア王国に発展、町の人口は劇的に増加した。絢爛たる建造物で都市が整備され、「東欧の小パリ」（Little Paris, "Micul Paris"）と讃えられる国際的な都市に成長する。

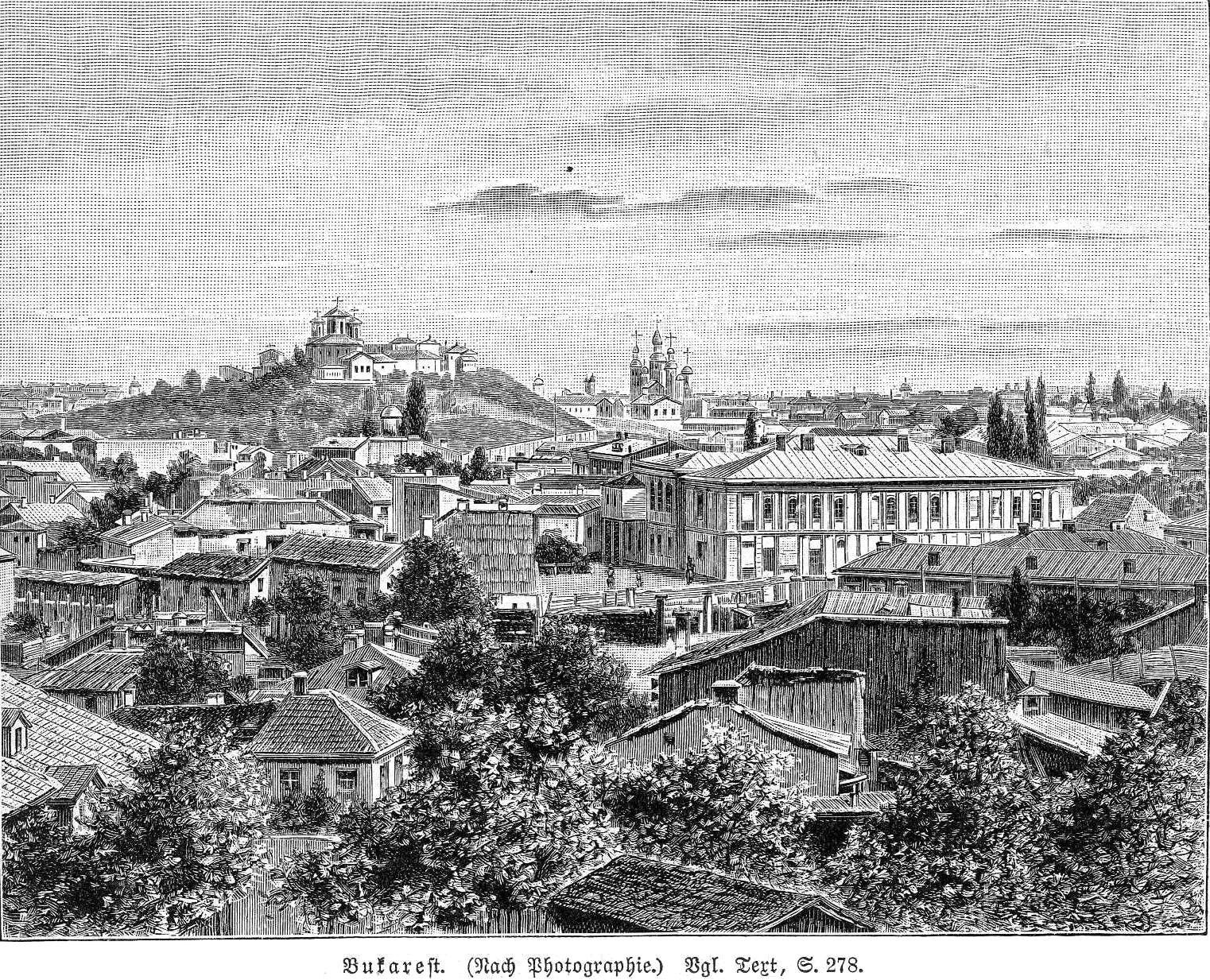
1900年のブカレスト

第一次世界大戦中の1916年12月6日に、町はドイツ軍によって占領され、首都はヤシに移転した。その後、連合軍によって1918年11月に奪還された。大戦後、大ルーマニアの首都となった。1941年には大規模なポグロムが発生。
第二次世界大戦の間、ブカレストは枢軸国の首都として攻撃対象となった。1941年6月26日には独ソ戦の開戦に伴い赤軍による空爆を受けたほか、戦争末期にはアメリカ軍とイギリス軍の重爆撃機によって大きな打撃を受け、その後ルーマニアは連合国に降伏した。1945年11月8日には、共産主義者が君主制主義者の集会を鎮圧する事件が起きた。
1967年に大統領に就任したニコラエ・チャウシェスクは、スピーレア教会、コトロチェニ修道院など中世から残る古い教会を含む多くの歴史的建造物を破壊し、無機質な社会主義的計画都市に代えていった。このような都市計画は1971年に北朝鮮の平壌を訪問した時にその着想を得たという。特に市民センターや議会宮殿などにそれが顕著に現れている。それでもいくつか歴史的な地区は残ったものの、かつて「東欧の小パリ」と呼ばれた美しい街並みの面影は殆どない。
1977年3月4日に1977年ヴランチャ地震が発生、市内のビルが多数壊れるなどの被害が出た。1,500人以上が犠牲になりブカレストでは1,424人が犠牲となった。さらには歴史的な地区でも大きな被害を受けている。
またチャウシェスクは労働力の確保のため人口大増進政策をすすめた。しかし多くの家が貧困にあえいでいたため、子供を育てきれなくなった親が子供を捨てる事例が頻発し、膨大な数の孤児を出してしまい、ブカレストの孤児院は常時満員状態となった。なお孤児院の諸環境は極めて劣悪であった。後述の「子供たち」の中には、そのあまりに過酷な生活から逃れるため敢えてマンホール生活を選んだ子供も多い。特に医療環境は最悪で、ルーマニア内におけるエイズ問題の原因にもなった。2009年現在でもBBCの報道によれば不十分な状態の施設がある。この時の影響でルーマニアの人口はバルカン半島一となっている。
その後、1989年のルーマニア革命で民主化されたが、経済は低迷し活気の無い街と化した。また前述の様に大量の孤児がストリートチルドレンとなり、その多くは下水道での生活を余儀なくされ、犯罪に走ったり幼い身で売春に身を落とす子供たち、さらには人身売買業者に攫われる子供も多くいた。彼らは「チャウシェスクの子供たち」と呼ばれ、2000年初期まで共産主義時代の負の遺産としてブカレストの大きな社会問題となっていた。2000年代に入り、経済が回復し好調になると共に、町は近代化され、歴史的地域はかつての輝きを取り戻しつつある。

## 政治・行政

### 行政区

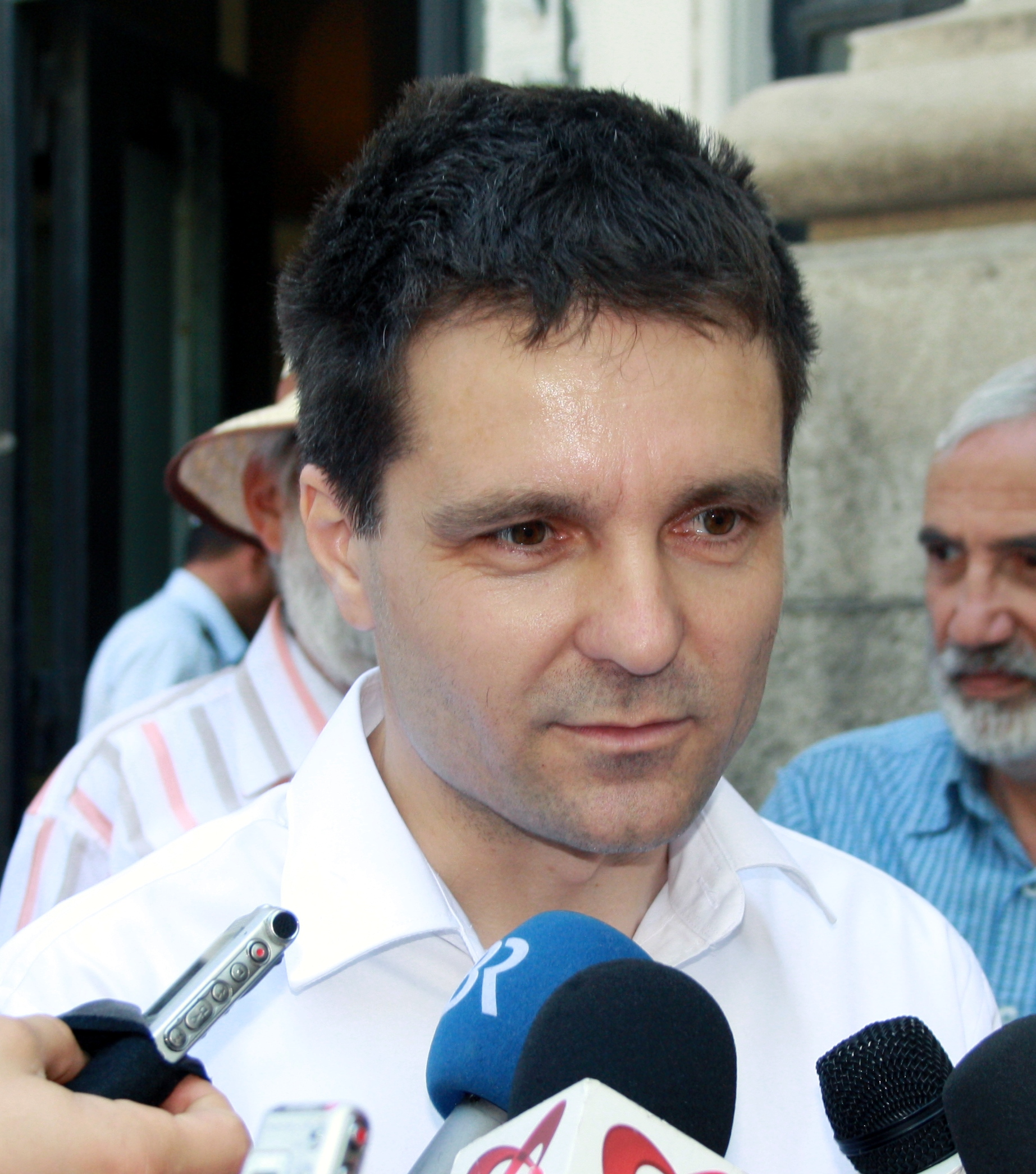
ニクショル・ダン（市長就任前の2012年撮影）

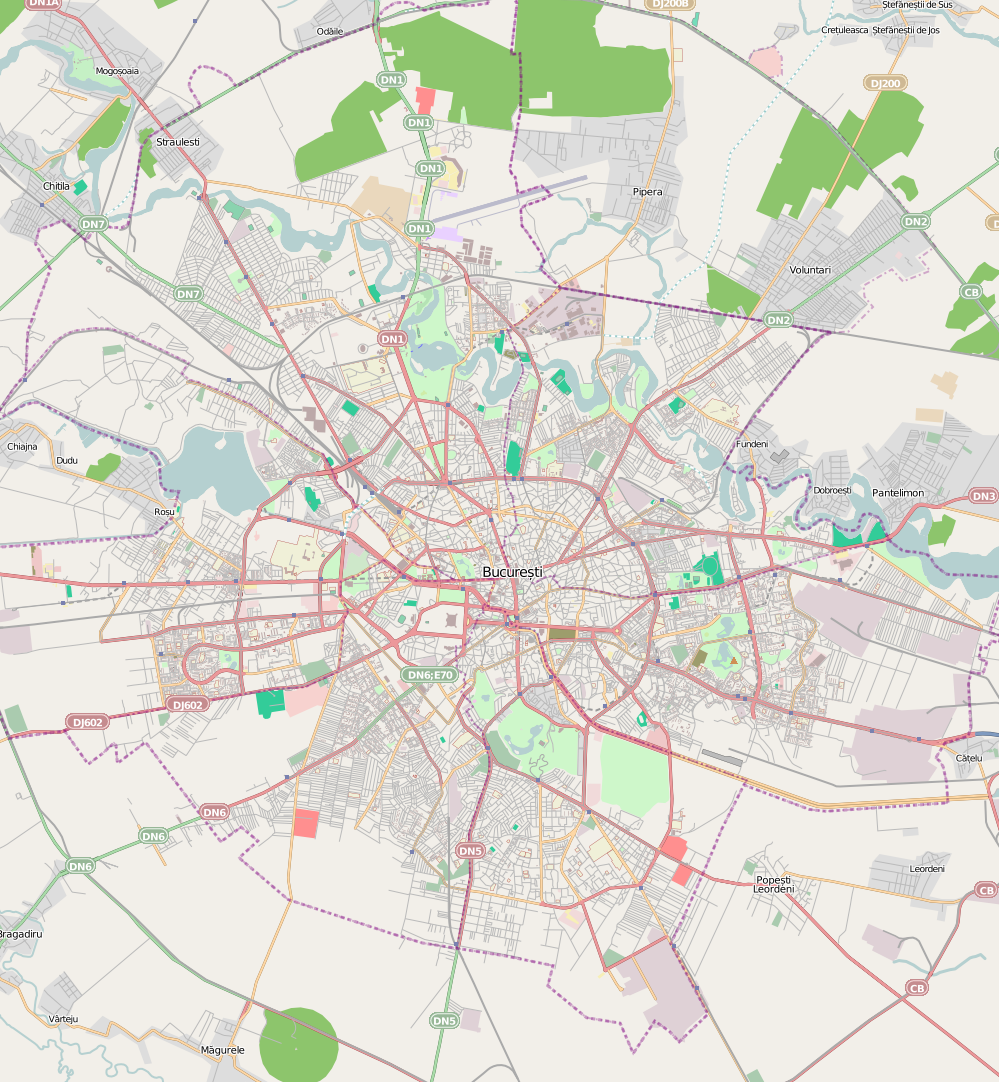
ブカレストの街区

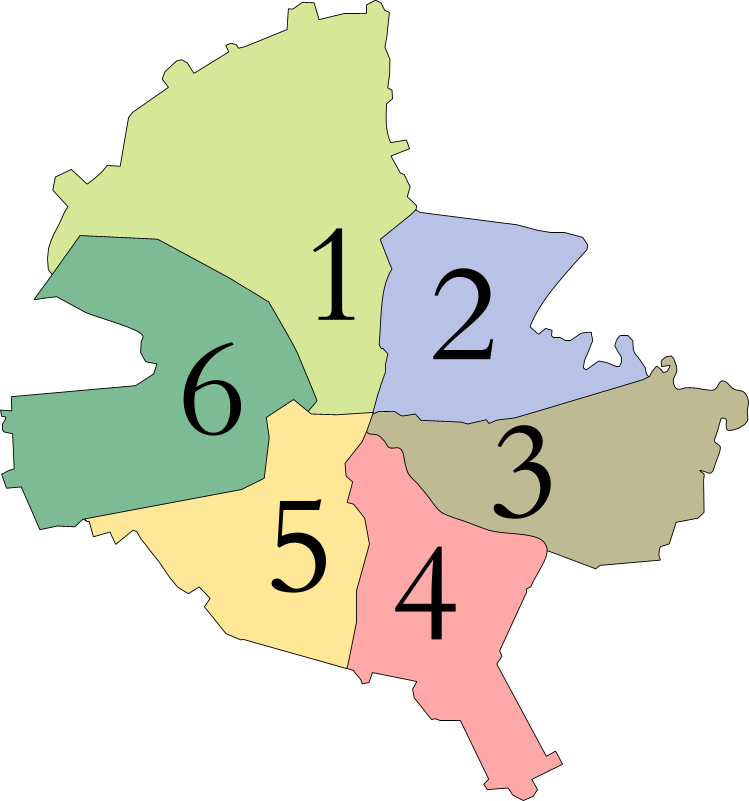
ブカレスト市内の行政区分

ブカレストはルーマニアの首都として県の下位にある自治体ではなく、県と同格の地位が与えられたルーマニアでは唯一の自治体である。人口に関しても単独で他の県を上回っている。2023年現在、市長は無所属のニクショル・ダンである。ブカレスト市の様々な事柄に関する認可や議決は定数55のブカレスト市議会で行われる。さらにブカレスト市は1969年以来、6つのセクトール（sectore）と呼ばれる行政区に分けられ セクトールごとに定数27のセクトール議会があり、独自の役所や首長が置かれている。セクトールと市の役割は分けられており、権限が重なることほとんど無い。原則では市庁はブカレスト市内全域の水道、交通、大通りなど市のインフラの管理に責任を有し、セクトールは地元住民とのコンタクト、大通り以外の一般の通りや公園の管理、学校、清掃などの行政サービスに対して責任がある。セクトールは1-6の番号が振られており、それぞれのセクトールはいずれも市の中心部から放射状に広がる傾向にある。セクトールの番号は右回りに振られ、さらにセクトールの中は街区（cartiere）に分けられているが、これは行政的な区分ではない。
1. セクトール1（Sector 1）Dorobanți, Băneasa, Aviației, Pipera, Aviatorilor, Primăverii, Romană, Victoriei, Herăstrău Park, Bucureștii Noi, Dămăroaia, Strǎulești, Grivița, 1 Mai, Băneasa Forest, Pajura, Domenii　人口 227,717人
2. セクトール2（Sector 2）Pantelimon, Colentina, Iancului, Tei, Floreasca, Moșilor, Obor, Vatra Luminoasă, Fundeni, Plumbuita, Ștefan cel Mare, Baicului 人口357,338人
3. セクトール3（Sector 3）Vitan, Dudești, Titan, Centrul Civic, Dristor, Lipscani, Muncii, Unirii　人口399,231人
4. セクトール4（Sector 4）Berceni, Olteniței, Giurgiului, Progresul, Văcărești, Timpuri Noi, Tineretului　人口 300,331人
5. セクトール5（Sector 5）Rahova, Ferentari, Giurgiului, Cotroceni, 13 Septembrie, Dealul Spirii　人口288,690人
6. セクトール6（Sector 6）Giulești, Crângași, Drumul Taberei, Militari, Grozăvești (Regie), Ghencea　人口371,060人

他のルーマニアの地方議会のようにブカレストのセクトール議会やブカレスト市議会、ブカレスト市長は4年ごとの直接選挙によって選出される。加えてブカレストには政府から任命された知事がいる。知事はいずれの政党に所属することが禁止されている。知事の役割は中央政府の責任を地方行政のレベルで果たすため政府の開発計画やプログラムを実行するための調整や手助けが役割である。2010年現在のブカレストの知事はMihai Cristian Atanasoaieiである。ブカレスト市は周辺のイルフォヴ県と共にブカレスト開発地域を形成しているが欧州連合の地域統計分類単位ではNUTS 2レベル（80万 - 300万人）の地域にあたり、欧州連合やルーマニア政府が統計の分析や地域開発に用いている。あくまで統計的な区画でありブカレスト開発地域は行政的な区画ではない。

### 司法
ブカレストの司法制度は他のルーマニアの県と同様である。それぞれのセクトールには1審目の下級裁判所（judecătorie）がありそこで争われてから、最初の評決が出される。そこで結審しなければ、上級のブカレスト裁判所（地方裁判所）へ送られる。ブカレスト裁判所はブカレストと周辺5つの県を扱い、ここで不服があれば最高裁判所や憲法裁判所へ送られる。
ブカレストには自治体警察のブカレスト市警Poliția Bucureștiがありブカレスト市域の治安の維持に責任を持ち、いくつかの部門に分かれている。ブカレスト市警は市中心部の Ștefan cel Mare Blvdに面した場所にあり、市内にはそれぞれ分署がある。2004年からはさらにそれぞれのセクトールの下にコミュニティ警察（Poliția Comunitară）が置かれ地域の問題が扱われている。ブカレストには憲兵隊 (en) や国家警察 (en) が置かれている。

## 統計・調査

### 人口
2011年の国勢調査の暫定値によればブカレスト市域の人口は1,677,985人で、2002年の統計に比べ市域の人口は減っている。2002年の国勢調査による人口は1,926,334人で、ルーマニアの全人口の8.9%を占めていた。ブカレストには毎日多くの通勤者が周辺地域からやって来ており、そのほとんどはイルフォヴ県からである。しかしながら、これに関しての公式な統計は存在しない。
ブカレストの人口の急増は2つの段階を経ており、最初は19世紀後半でブカレストが首都になった時期に都市の合併が進められた時でこれは第二次世界大戦まで続いた。続いての人口増加はチャウシェスク時代（1965-1989）でこの時代はブカレストの急速な都市化が促進された時代で地方から多くの人々が首都にやって来た。当時はまたチャウシェスクによって中絶や避妊が禁じられ人口の自然増加が著しかった。

### 民族
ブカレストの人口の96.6%はルーマニア人が占めている。ほかに多い民族はロマ（ジプシー）、マジャル人、ユダヤ人、トルコ人、中国人、ドイツ人である。比較的割合が少ない民族にはギリシャ人、北米系、フランス人、アルメニア人、古儀式派のロシア系リポヴァン、イタリア由来の人たちである。ギリシャ人が多数を占める地区もある。

### 宗教
ブカレストの人口の96.1%はルーマニア正教会を信仰し、1.2%はカトリック教会、0.5%はイスラム教、0.4%はルーマニア東方カトリック教会を信仰している。統計的には多くの人が宗教を信仰しているが、実際には全人口の18%しか週1度以上の礼拝に行かない。2003-2005年のブカレストの平均寿命は74.14歳でこれはルーマニア平均より2歳上回っている。女性は77.41歳で男性は70.57歳であった。

### 治安
ブカレストの犯罪率は他の欧州の首都である都市に比べれば比較的低い値で、2000年から2004年にかけて犯罪数は51%減っている。 暴力的な犯罪率はブカレストでは低く、2007年には11件の殺人と983件の他の暴力的な事件が発生している。しかしながら、2012年8月に日本人女性が殺害される事件が発生した。暴力的な事件は依然として発生する場合があるので注意を要する。 2000年代は警察は多くの組織犯罪を取り締まっており、マフィア組織のCămătaru clanなどの組織犯罪は徐々に減っている。公共交通機関などで旅行者を主に標的として発生するスリなどの軽犯罪は1990年代はありふれたものとなっていたが、これも減少傾向にある。犯罪率はブカレスト南部で高い傾向にあり、とくにセクトール5のフェレンタリ地区など貧しい地域で顕著である。
1990年代のブカレストではストリートチルドレンが問題であったが、現在では欧州の主要な首都に比べて平均以下で近年では大幅に減っている。Children Undergroundと呼ばれるドキュメンタリーでは2001年当時のルーマニアのストリートチルドレンの生活が表現されていた。いまでもおよそ1,000人のストリートチルドレンがブカレストには居るとされ、この中の一部はスリや置き引きなどの軽犯罪、物乞いなどをしている。

### 生活の質
マーサー・ヒューマン・リソース・コンサルティングの世界の都市の生活に関する調査でブカレストは2001年に94位で 、2009年にはそれより低い108位、2010年には107位であった。それに対して、ウィーンは2011年と2009年に1位であった。ブダペストは73位（2010年)、ソフィアは114位であった。 マーサ・ヒューマンでは毎年、政治の安定さ、為替、政治やメディアの規制、教育の質、住宅、治安など39の項目で世界の都市の住み易さを215都市からランキングを付けている。ブカレストでの都市生活の困難さはイオン・ミンク建築・都市計画大学が行った調査でも証明されている。

## 経済
ブカレストはルーマニア経済の一大中心地で、ほとんどの銀行や金融関連など大手サービス関連企業は本拠地をブカレストに置いている。1971年にはすでに、ルーマニアの工業総生産の17.3%はブカレストが担っていた。その当時、235の産業プラントが稼働しそのうち175は国の重要なプラントを含んでいた。もっとも多くを占めた部門はエンジニアリング、金属加工産業で39.3%であった。ブカレスト周辺の地域は今でも機械や電機エンジニアリングに支えられ、1990年以来多国籍の企業が成果を上げて来ている。
ルーマニアのGDPに占めるブカレストのGDPの割合はブカレストがルーマニアの人口に占める割合が9%程度であるのに対して2010年現在22.7%と4分の1を占めている。国税の約3分の1はブカレスト市民や企業によって支払われている。2009年の購買力平価（PPP）によるはブカレストの一人当たりのGDPは26,100ユーロと欧州連合平均の111%で、ルーマニア平均の2倍であった。1990年代の経済の後退の後、ブカレストは経済の急成長を経験しインフラの整備による活性化や多くのショッピングモールなどの商業施設、住宅や高層オフィスビルなどの不動産開発が起こった。ルーマニア雇用局のデータを元に日本貿易振興機構が作成した資料によれば、2011年6月のブカレストの失業率は1.99 %でありルーマニア全体の平均失業率4.78 %を大幅に下回っている。

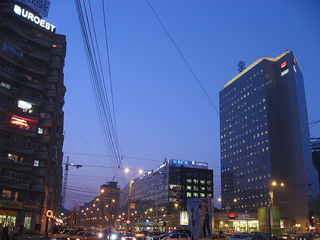
勝利広場近くのBRDタワー

ブカレストの経済の主要な部門は第三次産業が占めており、第三次産業はここ10年の成長にとってとくに重要であった。ルーマニアの全ての大企業を含む186,000社の本社がブカレストに置かれている 。2000年以来、成長の源としてブカレストに本社を置く企業には自動車メーカーのダチア、鉄道車両やエンジン類を製造するファウルSA、セキリュティソフトウエアやデータセキュリティのSoftwin、オイルやガス関連グループのペトロムがある。これらの企業はブカレスト証券取引所の株価指数BET 10を構成している。ブカレスト証券取引所は1995年4月21日にルーマニア銀行の建物に設立された。建設部門や不動産部門も重要であった。ブカレストは情報産業や通信産業においてもルーマニアでは最大の中心で、いくつかのソフトウェア企業がオフシェアデリバリーセンターを運営している。ルーマニア最大の証券取引所、ブカレスト証券取引所は2005年12月に電子証券取引のラスダック（Rasdaq）と合併し、ブカレストの経済で大きな役割を果たしている。ブカレストにカルフールやメトロなど、国際的なスーパーマーケットチェーンも進出している。また、個人消費ブームから多くのスーパーマーケットや大規模店が毎年開業している。多くのモールやショッピングセンターも1990年代後半から開業している。古くからのショッピングモールも多くあり、Oborなどは知られている。

## 交通

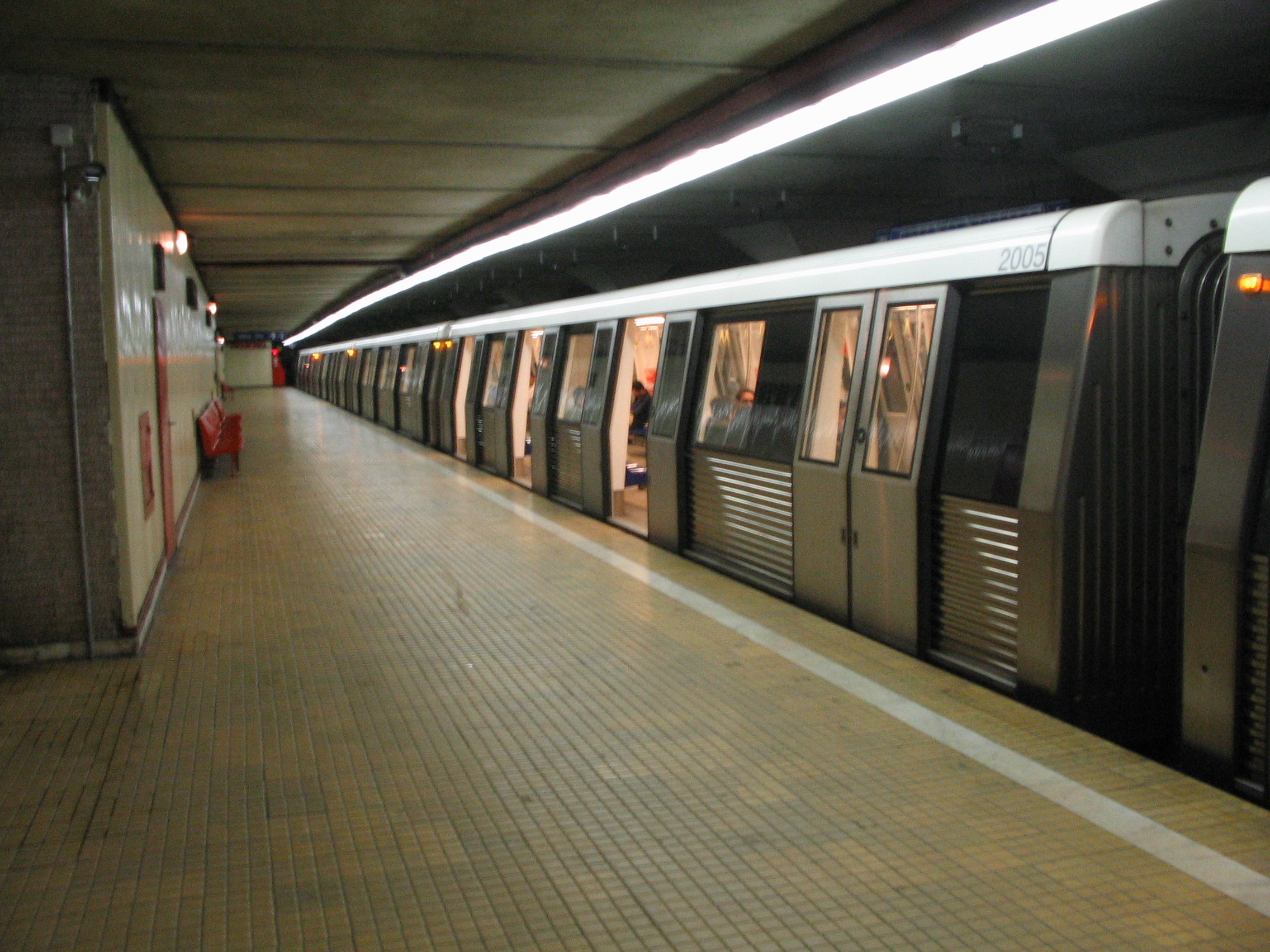
ブカレスト地下鉄

ブカレスト地下鉄の路線

ブカレストの交通ネットワークはルーマニア最大で、中東欧でも最大のものの一つである。ブカレストの交通は、以下の三つの占める割合が大きい。
- ブカレスト地下鉄：メトロレックス公団（Metorex）が運営
- バスおよびトロリーバス…ブカレスト交通公団（RATB）が運営
- タクシー

### 地下鉄
地下鉄はM1、M2, M3、M4と呼ばれる4路線からなり、総延長は63km、45駅からなる。平均駅間は1.5kmである。

### バス

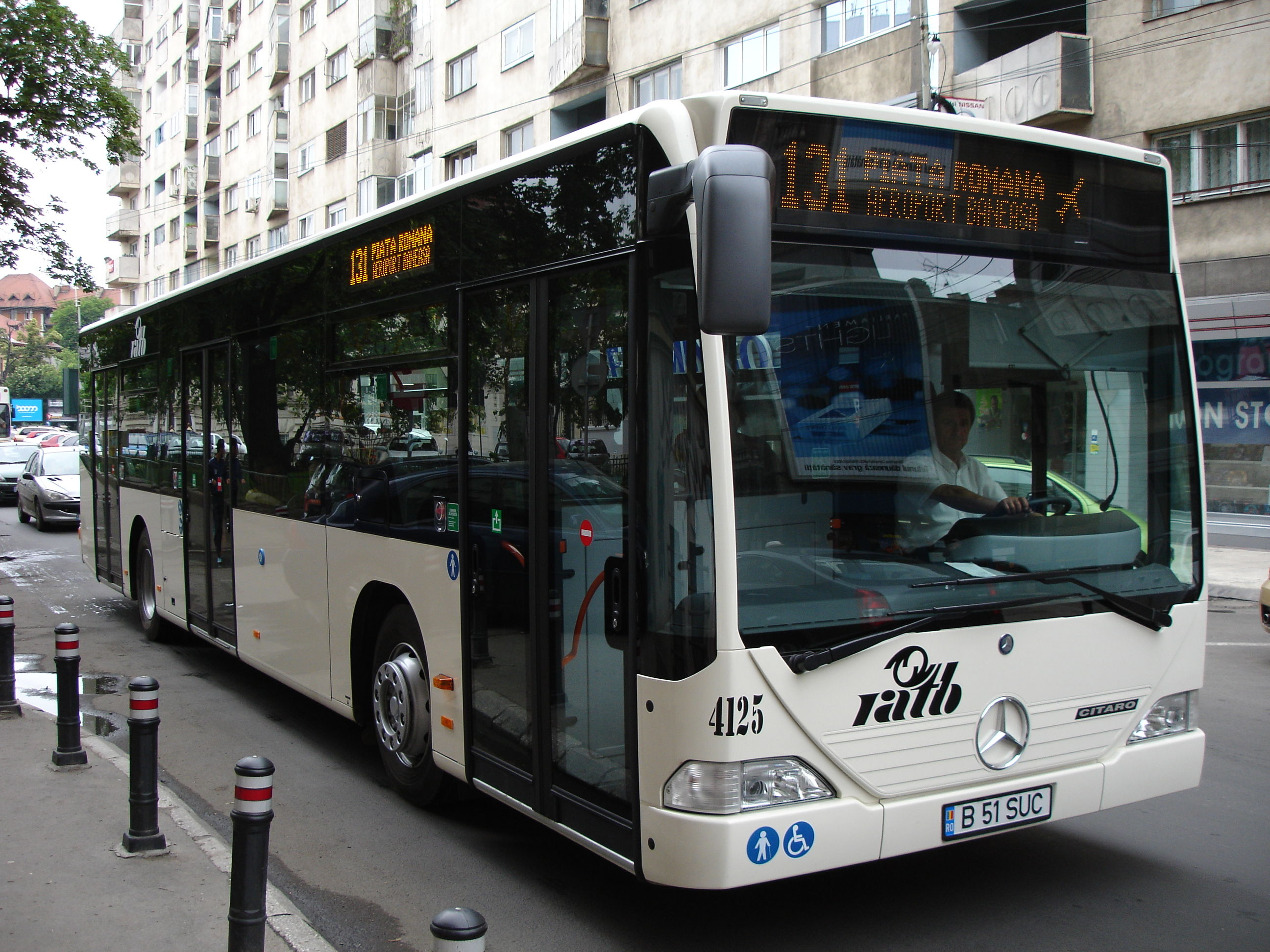
ブカレストの路線バスCitaro

ブカレスト市内の路線バスの総延長距離は 1,374 km (854 mi)でブカレスト交通公団（RATB）が運行する路線バス網はブカレスト市内のすべての交通機関でもっとも密度が高い。121系統のバス路線が運行されており、そのほとんどはブカレスト市内で運行されているが一部の系統はブカレストと接するイルフォヴ県の町や村へも運行され、ブカレストへ通勤客を運んでいる。2005年半ばにブカレストと周辺部を結ぶ認可された独立した事業者が参入したが、旅客の民間事業者に対する広範囲な苦情により2006年初めに再びRATBの運行に戻された。RATBのバスは2012年現在1,014台運行されており、そのうち99%は車椅子に対応した低床バスで冷房化率は50%である。2005年から2009年にかけ、1989年以来最大の更新を経て欧州でももっともモダンなものとなった。2005年12月にRATBは500台の車椅子がアクセス可能なメルセデス・ベンツ・シターロの購入に署名した。2006年6月から2007年4月にかけ新しいバスは納入されている。2008年1月にはシターロの最初のさらなる500台が運用に就いている。これらのバスはRATBのバスにとって最初のエアコンを備えた車両であった。

### トロリーバス

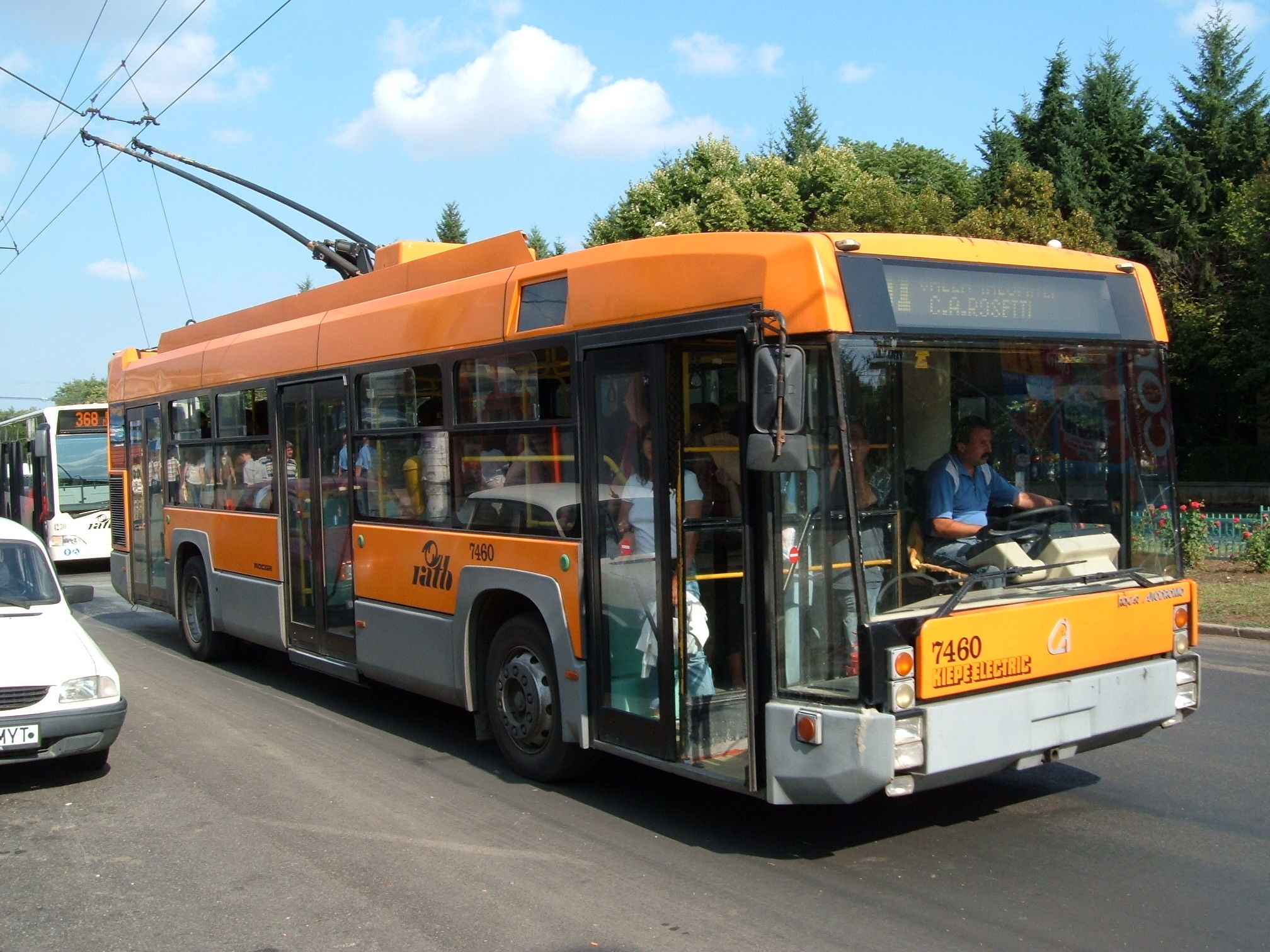
トロリーバス

トロリーバスはRATBのバスの路線網に組み込まれており、現在19の主に旅客数が多い系統に導入され全体で 164.1 km (102.0 mi) をカバーし 73.2 km (45.5 mi)の路線網がある。1990年代に車両は新しいハンガリーのイカルスバスが製造する車両に置き換えられ、明るい青と黄色いの装いになり音声による停留所案内とデジタル案内表示を備えている。これらの車両は現在、トロリーバスの大半を占めている。2007年初めには150台の車椅子のアクセス可能なIrisbus CitelisタイプのトロリーバスがRATB61、62、69、70、71、86、90、91、92の各系統に導入された。メインとなる路線網に接続されていない系統もあり、ブカレスト南部のベルチェニ（Berceni）地区の路線などはそれに含まれていた。分離されている路線網にはそれぞれの車庫があったがブカレストのトロリーバスの路線網の大幅な改良や拡張が行われ一体化されている。

### 路面電車

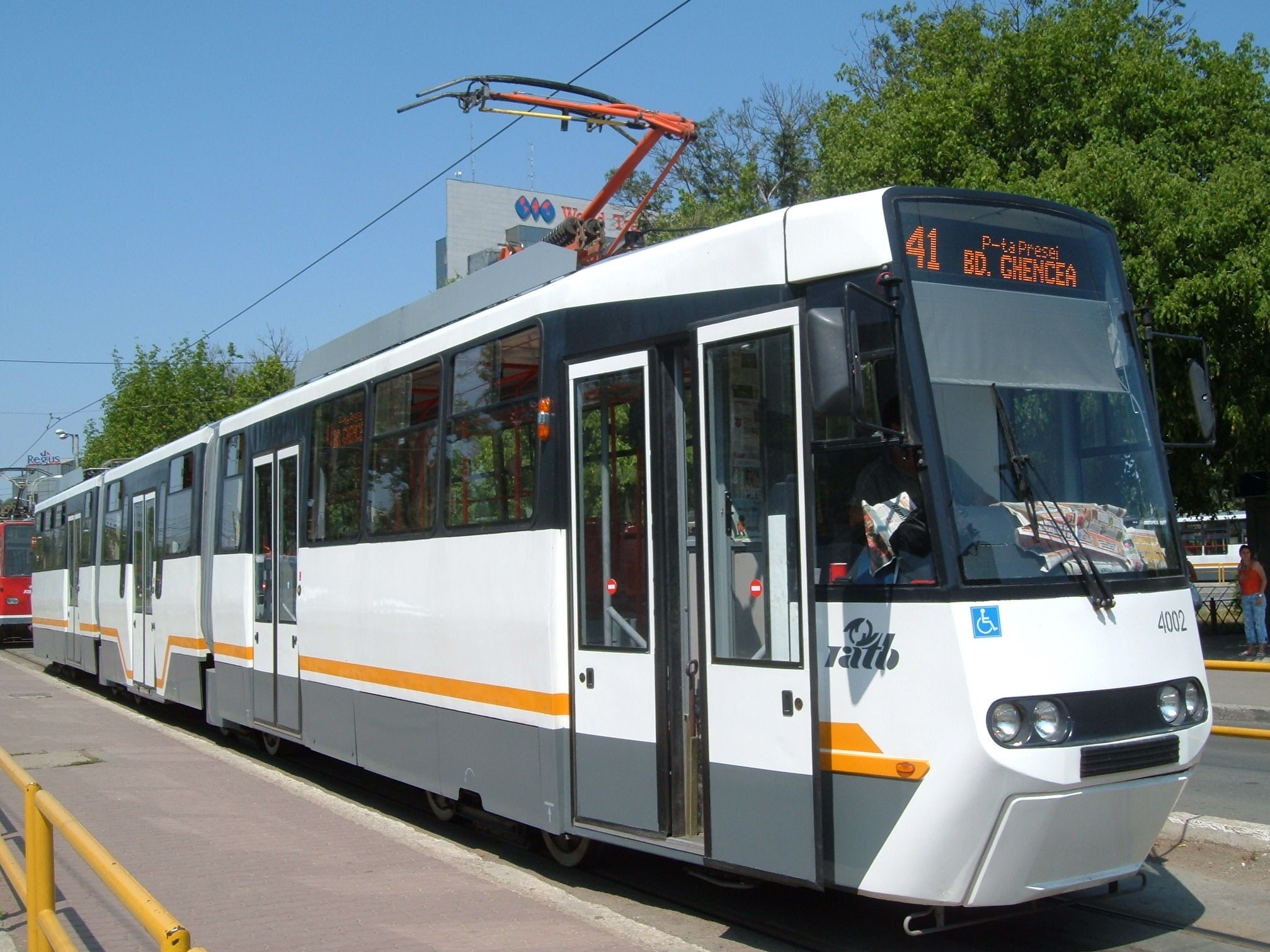
ブカレスト市電

RATBの運営する路面電車は全体で 332.2 km (206.4 mi) をカバーし、 145 km (90 mi)の路線網がありブカレスト市内を走っている。それと並んで21の路面電車の路線は現在、3つのライトレール（ルーマニア語ではmetrou ușor と呼ばれる）に転換されブカレスト西部の32、35、41の系統はそれにあたる。ライトレール化された改良された路面電車による指定された幹線ルートでは所要時間が短縮されている。

### タクシー
ブカレストのタクシーは約10,000台が認可を受けており数が多く手ごろな交通機関である。1kmあたり1.4レイ程度から3.5レイと事業者により幅があるが邦貨にすると100円に満たないため旅行者にとっては手頃な移動手段である。乗車する際はトラブルを防止するため、メーターが備えられているか1kmあたりの料金がいくらかの事前の確認が必要となる。

### 鉄道
ブカレストを発着する長距離列車のターミナル駅はブカレスト北駅である。ルーマニア鉄道 (CFR) の国際列車の質は近年大幅に改善されてきている。ブカレスト北駅からはブダペスト、ウィーン、モスクワ、ソフィア、キエフなどへ向かう国際列車のほか、ルーマニア国内の主要都市へ向かう列車が多数発着している。ブカレストでは、ルーマニア鉄道が通勤路線を走らせている。しかし、この路線ネットワークは全国規模で走っているため、非効率で不便である。国営鉄道はブカレストからSnagovに向かって走っており、都市型路線は走っていない。
首都ブカレストとコンスタンツァの間、約225kmの鉄道は、ルーマニアの大動脈であり、老朽化した施設の更新と輸送力の増強が急務となっていた。欧州連合と日本は、ルーマニアに対する援助として、鉄道の近代化を支援することとし、日本分は政府開発援助により2005年-2009年の間に、約80kmの区間で改良工事が行われた。改良工事が完成した後には、旅客輸送で最大速度160km/h、貨物輸送で最大速度120km/hという高速による運行が可能となる予定。

### 航空
- アウレル・ヴライク国際空港 (IATA: BBU, ICAO: LRBS)　1965年にオトペニ空港が開港するまでブカレストでは唯一の空港であった。空港名はルーマニアの発明家、初期のパイロットアウレル・ヴライクに因んだものである。共産主義時代の1989年まではタロム航空の国内線のハブ空港として使用され、2000年代初めにはその機能はオトペニ空港に移されている。2007年にLCCが数多く就航したがこれも2012年には完全にオトペニ空港に移され、現在ではビジネス機やVIP専用の空港として機能している。空港は市内から8km離れた場所にあり、RATBバスの131、335、301系統、 市電5系統、 Airport Express 783やタクシーでアクセスが可能である。

- アンリ・コアンダ国際空港（オトペニ空港） (IATA: OTP, ICAO: LROP) 　ルーマニアのフラッグ・キャリアであるタロム航空がハブ空港として国内や欧州、中近東などの国際線に就航しているほか、格安航空会社（LCC）のブルーエアーやチィリャクエア（Țiriac Air）、ウィズエアーがハブ空港として利用している。欧州のメジャーキャリアであるルフトハンザやKLM、エールフランス、LOTポーランド航空がそれぞれ就航し、欧州各地のハブ空港とも結ばれている。中近東方面とはターキッシュ エアラインズやカタール航空により結ばれている。空港名はルーマニア出身の発明家で世界初のジェット機を製作したアンリ・コアンダに因み、2004年5月に現在の名称に改称された。2011年には年間5,049,443人が利用し[67]、発着回数は76,966回であった[67]。780、783系統の路線バスでブカレスト中心部とは結ばれている。

### 道路

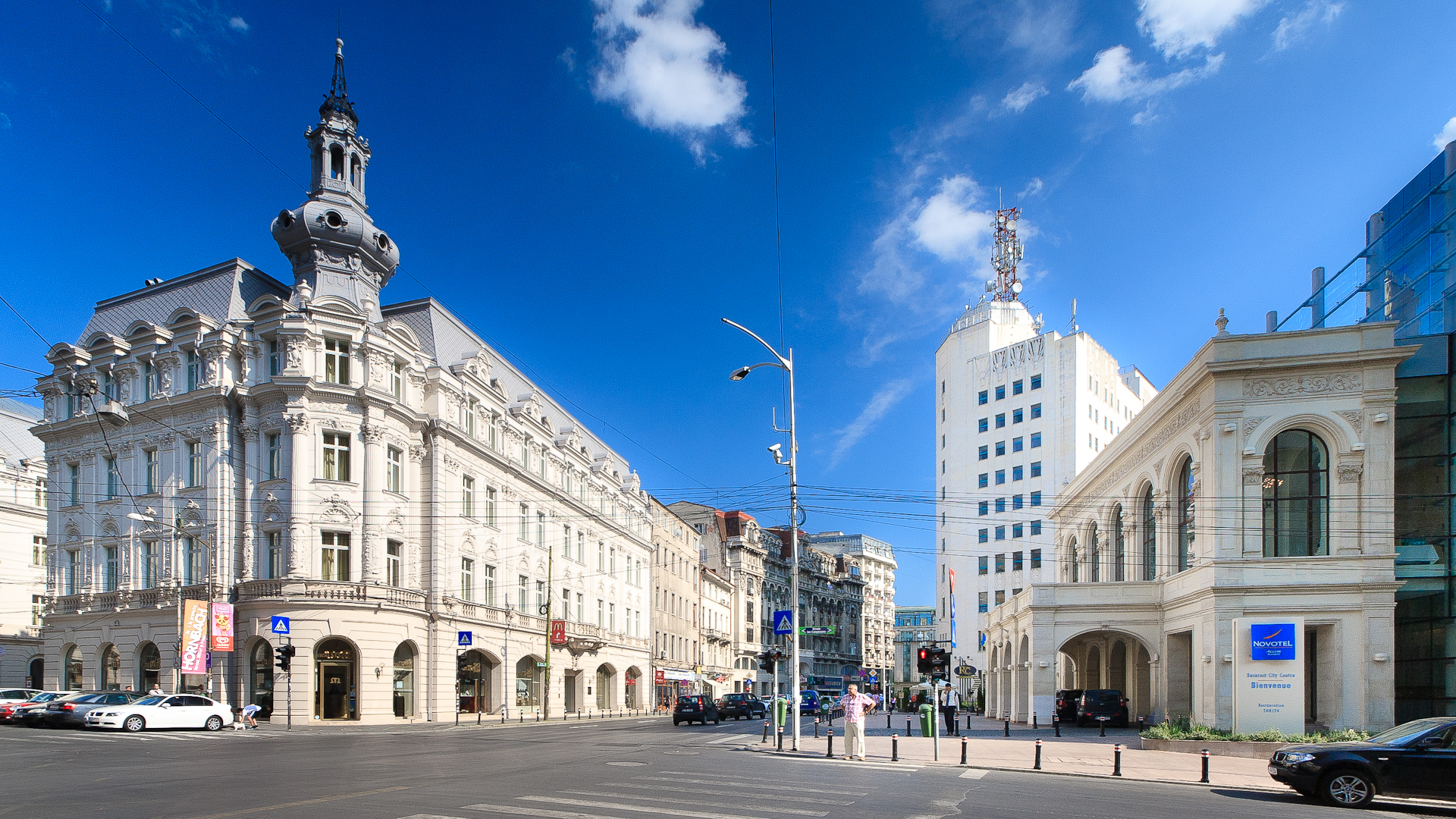
ブカレストの主要な通りであるヴィクトリエイ通り

ブカレストはルーマニアの道路網の重要な要衝である。数少ない混雑した国道と高速道路がルーマニアの主要都市や近隣国のハンガリーやブルガリア、ウクライナとを結んでいる。A1 (en) はピテシュティとA2 (en) はドブロジャ、コンスタンツァを結びこの2つの高速道路はブカレストを起点とする。さらにA3とA5の高速道路路線が放射状に北郊のヴォルンタリから延びている。
ブカレスト市内の道路は大容量の大通りが中心部から郊外へ延びている。主要な軸は東西南北に走っており、中心部と外側の環状道路があり多量の交通量を捌いている。ブカレスト市内の道路はラッシュアワーには激しい混雑となるが、これは近年になって自家用車の保有比率が上がっているためである。毎日100万以上の車が市内を行き交っている。この結果、交通量の激しい道路でとくに凹みが現れたりそれより激しくない道路でも認められ、ブカレストのインフラの主要な問題点となっている。近年では市の道路整備の努力により幅広い効果があり、2008年の総合計画では2,000の道路で修繕が行われている。2011年6月17日にバサラブ高架橋が完成し通行が始まったがこれにより市中心部の環状交通は完成した。この高架橋は5年の建設期間がかかり、ルーマニアやヨーロッパでも長い斜張橋である。

### 水路
ブカレスト市内には川は流れているがルーマニアの主要港があるコンスタンツァやガラツィのように港は設けられていない。未完のドナウ・ブカレスト運河は73kmで全体の70%が完成しており、ドナウ川やドナウ・黒海運河を経由し黒海と結ぶ予定であった。1989年のルーマニア革命で工事は中断されたが、2010年にヨーロッパのドナウ地域の計画としての再開が提案された。

## 文化

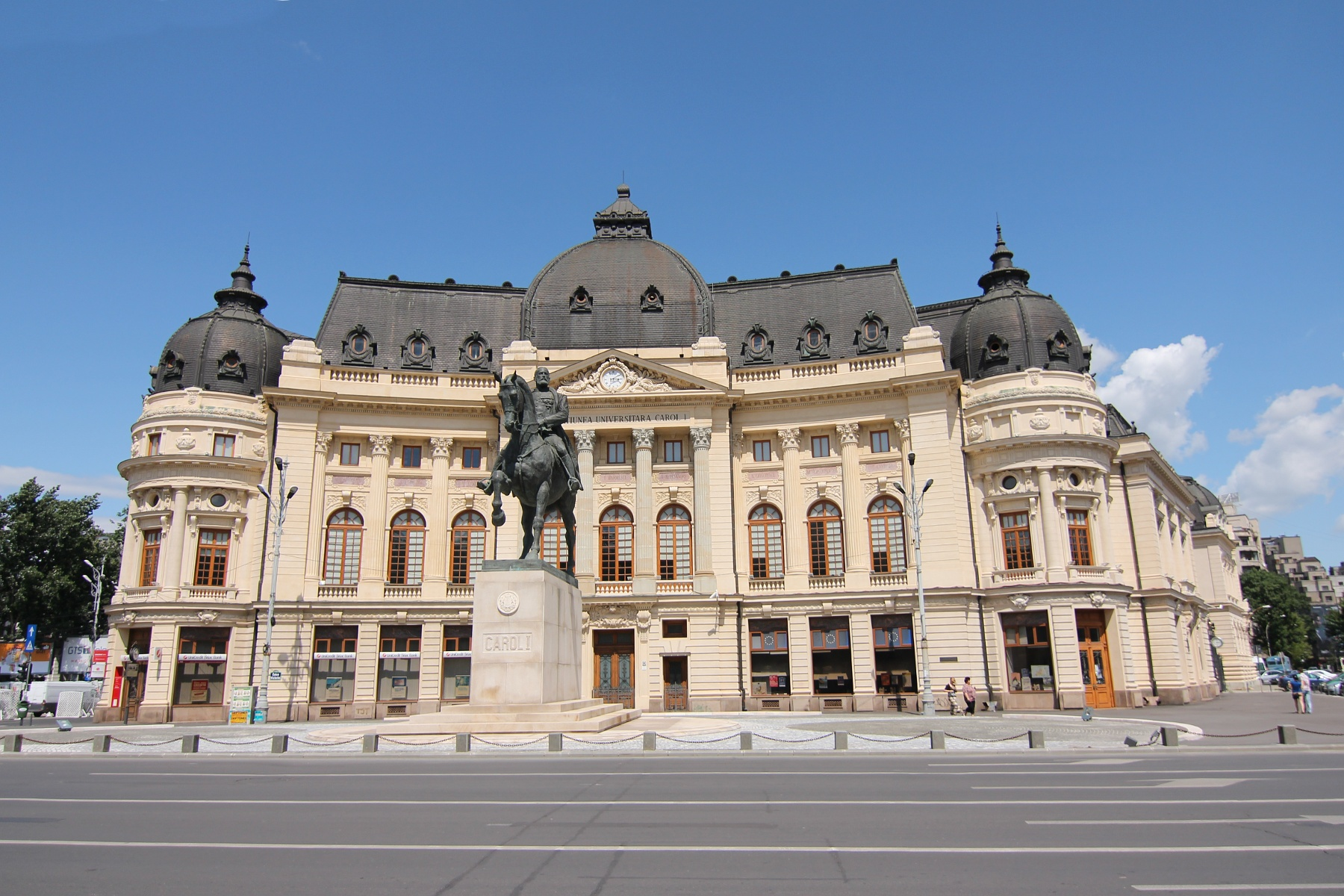
大学中央図書館

ブカレストには多様で成長的な文化背景があり、多くの分野で文化的な活気を示しており視覚芸術や舞台芸術、ナイトライフが含まれる。黒海沿岸やトランシルヴァニアなど他のルーマニアの地域とは異なり、定義された文化的背景はなくルーマニアや国際的な文化が様々な要素が組み込まれ遥かに折衷的である。ブカレストの建築物は伝統的なルーマニアの建築の影響からフランスの建築まで様々な要素が混じり合っており、フランスの影響からかつては「東のパリ」、「小パリ」と呼ばれたことがあった。

### ランドマーク
ブカレストには多くのランドマーク的な建築物やモニュメントがある。おそらくもっともブカレストで名の知れたものは国民の館で、1980年代に共産主義の独裁者ニコラエ・チャウシェスクにより建てられた。現在でも欧州では一番大きな建物であり世界でも2番目に大きな建物で、中にはルーマニア議会（代議院・元老院）や国立現代美術館が入っている。国民の館は世界最大のコンベンションセンターとしてもその大きさを誇っている。他の知られたブカレストのランドマークは凱旋門で、現在の形では1935年に建てられこれはパリにあるエトワール凱旋門をモデルにしている。21世紀に入ってからの新しいランドマークは1989年のルーマニア革命で共産主義政権を倒したことを記念したMemorialul Renașteriiである。この抽象的なモニュメントが現れた時様々な論争を呼び、「爪楊枝がささったオリーブ」 ("măslina-n scobitoare")というあだ名が付けられモニュメントは周辺地域にそぐわないという議論があったが、モニュメントの選択は政治的な理由によると信じられている。
アテネ音楽堂はコンサートホールで、ルーマニアの文化的な象徴と考えられている。2007年には欧州文化標に選ばれている。他の文化的な施設にはルーマニア国立美術館やルーマニア国立自然史博物館、ルーマニア農民博物館、ルーマニア国立歴史博物館、ルーマニア国立軍事博物館がある。

### 視覚芸術

国立美術館

視覚芸術の分野ではブカレストには古典から現代まで多くのルーマニア芸術や世界的に選ばれた作品が収蔵された美術館が多くある。ルーマニア国立美術館はブカレストではおそらくもっとも知られた美術館で、共和国宮殿にあり中世から現代にかけて幅広いルーマニアの芸術作品を集めている。その中にはルーマニアの著名な彫刻家コンスタンティン・ブランクーシの作品やルーマニアの王室が収集した世界の傑出した作品が収蔵されている。他の小規模な博物館にはより専門的なコレクションが収蔵されている。Muzeul Zambaccianには収集家で実業家であったKrikor H. Zambaccianが住んでいた住宅にあり、多くの名前の知られたルーマニアの芸術家やポール・セザンヌ、ウジェーヌ・ドラクロワ、アンリ・マティス、カミーユ・ピサロ、パブロ・ピカソなど世界的に著名な画家の作品が収蔵されている。
ゲオルゲ・タタレスク美術館はルーマニア革命のポートレート作品があり、亡命したゲオルゲ・タタレスクやシュテファン・グロレースク、ニコラエ・バルチェスクの寓意的で愛国的な作品がある。テオドール・パラーディ博物館はブカレストで生き残った一番古い商家にあり、ルーマニアの画家テオドール・パラーディ（Theodor Pallady）の作品や他の欧州やオリエントの多くの家具が展示されている。コレクション美術館には多くのルーマニア芸術の愛好者に知られた作品が含まれ、その中には Krikor Zambaccianやテオドール・パラーディの作品も含まれる。
古典的な芸術作品を展示するギャラリーや美術館は市内に多くあるが、現代的な芸術な著名な作品を含んだ美術館は近年になり増加している。国立現代芸術美術館は国民の館の翼の部分に位置し2004年に開館した。この美術館にはルーマニア国内外の現代芸術の幅広い分野の作品が含まれ、 Kalinderu MediaLabにより運営されマルチメディアや実験的なアートも含まれる。これ以外にも市中心部には多くの幅広い私設のギャラリーがある。
ルーマニア国立銀行の建物には貨幣のコレクションがあり、紙幣やコイン、文書、写真、金塊や銀塊、コインの鋳造過程などが展示されている。国立銀行の建物自体は1884年から1890年にかけ建てられ、大理石で装飾された部屋も含まれる。

### 舞台芸術
舞台芸術はブカレストの強い文化的要素の一つで、ブカレスト市内には多くの世界的に知られた施設や団体がある。ブカレストでもっとも有名な交響楽団はルーマニア国立放送管弦楽団である。新古典様式のアテネ音楽堂は1852年に建てられ、クラシック音楽のコンサートが行われジョルジェ・エネスク祭が開かれたり、ジョルジェ・エネスク音楽協会の本拠地である。ブカレストにはルーマニア国立オペラやI.Lカラジアーレ劇場もある。他に知られたものには国立ユダヤ劇場があり、最近ではマヤ・モルゲンステルンの活躍もあり、目立つようになってきている。市内にはこの他にも小規模な劇場が多くある。

### 音楽・ナイトライフ

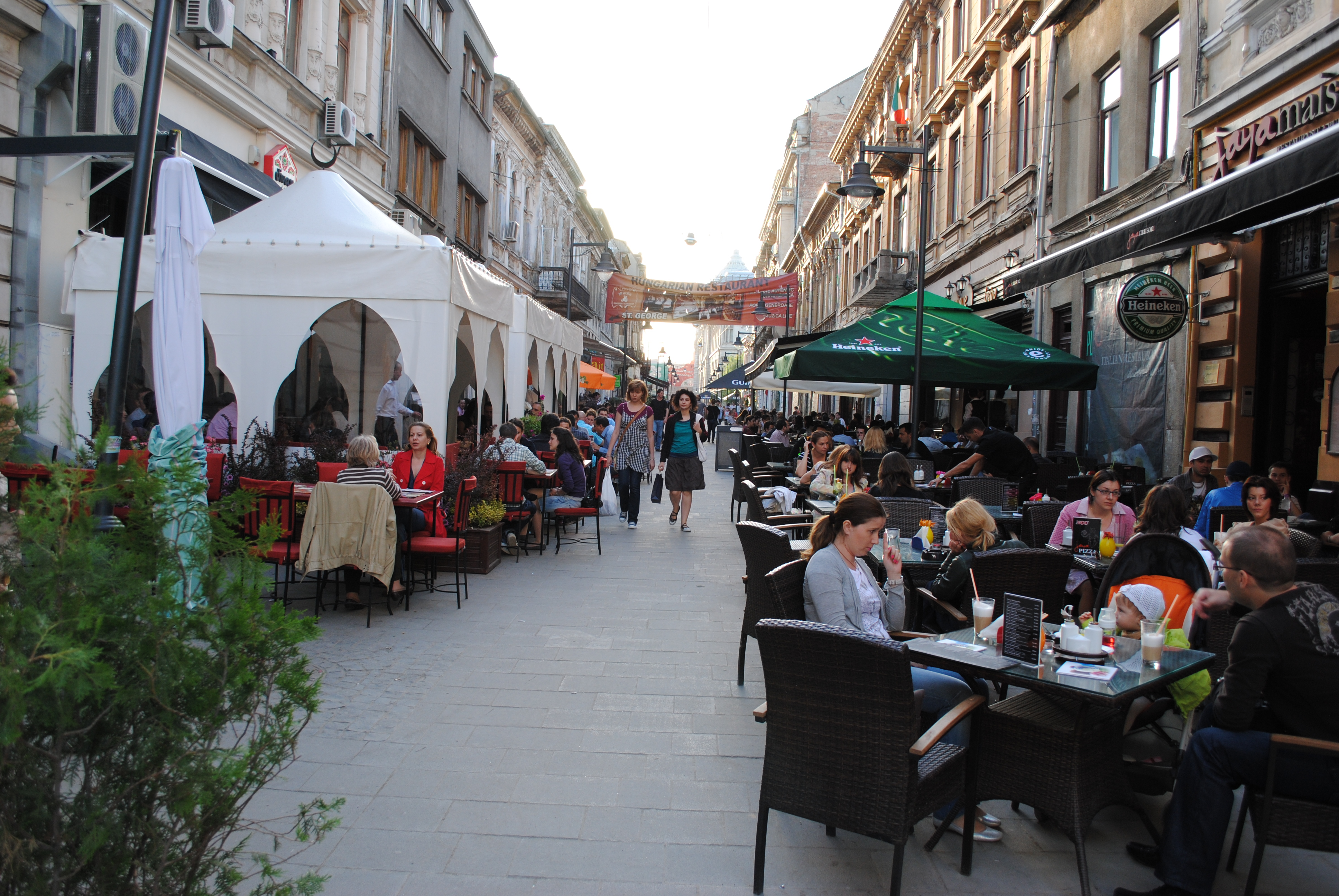
歴史的なリプスカニ（Lipscani）地区のフランス通り

ブカレストはルーマニア最大のレコーディングレーベルで多くのルーマニアのミュージシャンが居る都市である。ブカレストの音楽は折衷型で1970年代や1980年代には多くのロックバンドが輩出されており、例えばIRIS (en) などは当時活躍し現在でも中年世代には人気がある。1990年代にはヒップホップやラップが広まり、独特のサウンドやスタイルがブカレスト東部で確立された。ブカレストからのヒップホップのアーティストはB.U.G. Mafia (en) 、Paraziții (en) 、La Familia (en) などがあり、ルーマニア国内や海外でも知られている。ポップス、ロックバンドのTaxi (en) は国際的にも知られSpitalul de Urgență (en) は騒々しく伝統的なルーマニア音楽を最新の物にしている。ナイトクラブでは伝統的なロマの音楽やオリエントの音楽の影響を受けたマネーレ（ポップ・フォークの一種）が労働者階級の地区ではポピュラーである。ブカレストはジャズやブルースも盛んで、ハウスミュージックやトランス、ヘビメタ、パンクなども幅広い。2002年以降、とくにジャズは隆盛してきており、 Green HoursやArt Jazzの二つは盛んな場所である。ナイトクラブは1990年代以降継続的に広がって来ている。娯楽施設は市内に広がり集中している中心はないが、リプスカニとレジエ（Regie）に多くは集まっている。ブカレストには欧州でも名の知れたエレクトリックミュージックのクラブであるStudio Martin やKristal Glam Clubがある。
マイケル・ジャクソンが生前に発売した唯一のライブ映像は1992年に国立競技場で開催されたコンサートのものであり、その縁からヘラストラウ公園には追悼碑が設置されている。また、追悼碑のある通りは「マイケル・ジャクソン通り」の名がつけられている。

### 伝統文化

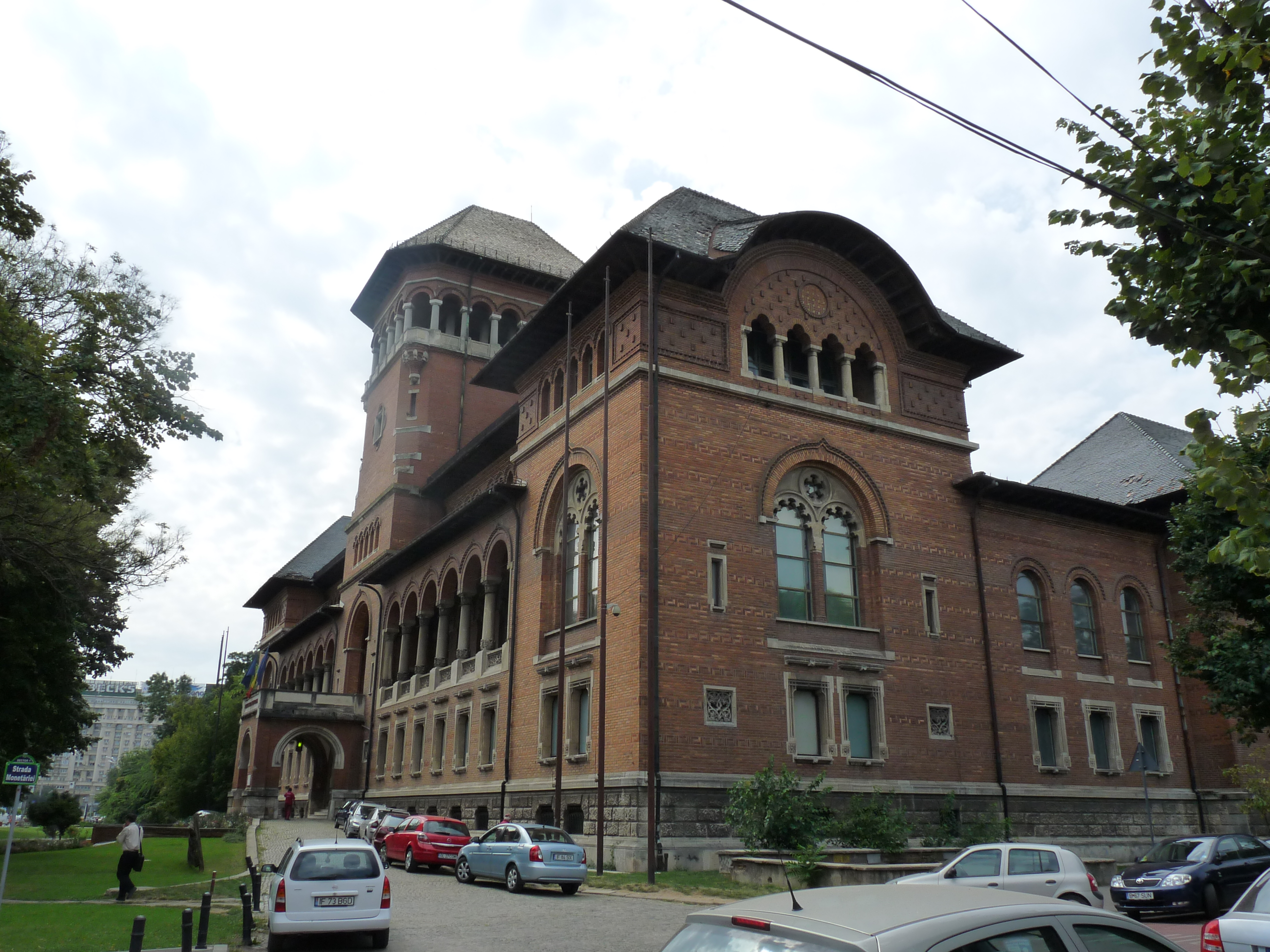
ルーマニア農民博物館。1996年の欧州の博物館アワードを受賞。

ブカレストの文化的な生活は革命後のとくに1990年代初期から幅広く豊かになってきた。伝統的なルーマニア文化も継続しており、芸術や演劇、映画や音楽などに大きく影響を与えている。加えて、ブカレストには二つのよく知られた民族誌博物館がありルーマニア農民博物館と野外の農村博物館がある。農村博物館はヘラストラウ公園内にありルーマニア中から集めた272の本物の建物や農家が展示されている。ルーマニア農民博物館は1996年の欧州博物館アワードを受賞し、織物やイコン、陶器や他のルーマニアの農民の生活に関した物が展示されている。ルーマニア歴史博物館はブカレストの重要な博物館の一つで、ルーマニアの歴史や文化に関した物が収蔵され先史時代やダキア人、中世や現代と幅広い時代をカバーしている。

### 行事
ブカレスト市内では年間を通して様々な行事が行われているが、多くの行事が行われるのは夏の期間の6月から8月にかけてである。国立オペラ劇場は毎年5月と6月にオペラ祭を開催し、世界中からの合奏やオーケストラも含まれる。ルーマニアアテナニュウム協会はジョルジェ・エネスク祭を市内の様々な場所え2年ごとに開催する。農民博物館や農村博物館も年間を通じ様々なルーマニア民族芸術や手工業の紹介などの行事を行う。2000年に入り中国人のコミュニティがブカレストでは増えており、いくつかの中国の文化的行事も行われている。最初に公式に開かれたものには2005年2月にニキータ・スタネースク公園で行われた旧正月祭でブカレスト市が主催している。
2005年にブカレストでは南東ヨーロッパでは初の国際的なカウ・パレードが開催され多くの飾り付けられた牛の像が市内で見られた。この他にも現代アートのイベントが行われている。

### 宗教
ブカレストには正教会に属するルーマニア正教会の総主教があり、コンスタンディヌーポリ総主教座との一致にある教会でムンテニアやドブロジャ、ブカレスト管区とも共有する。正教信者はブカレストの守護聖人を聖デメトリオスと言っている。ブカレストはまた様々な宗教やカルト教団の中心地でもある。

## 建築物
ブカレストの建築物は高い折衷主義で、歴史を通じて多くの影響を受けている。市の中心部は中世、新古典主義、アール・ヌーヴォー様式の建築物が混在する。20世紀初頭に遡る建築物は「ネオ・ルーマニアン」 'neo-Romanian' と呼ばれ、特に1920年代から30年代にかけての近代建築に優れたものが多い。共産主義時代の功利主義的な建築物は南側の地区のほとんどを占めている。最近建築された高層ビルやオフィスビル群は新しいブカレストの景観を作りだしている。

### 歴史的な建築物

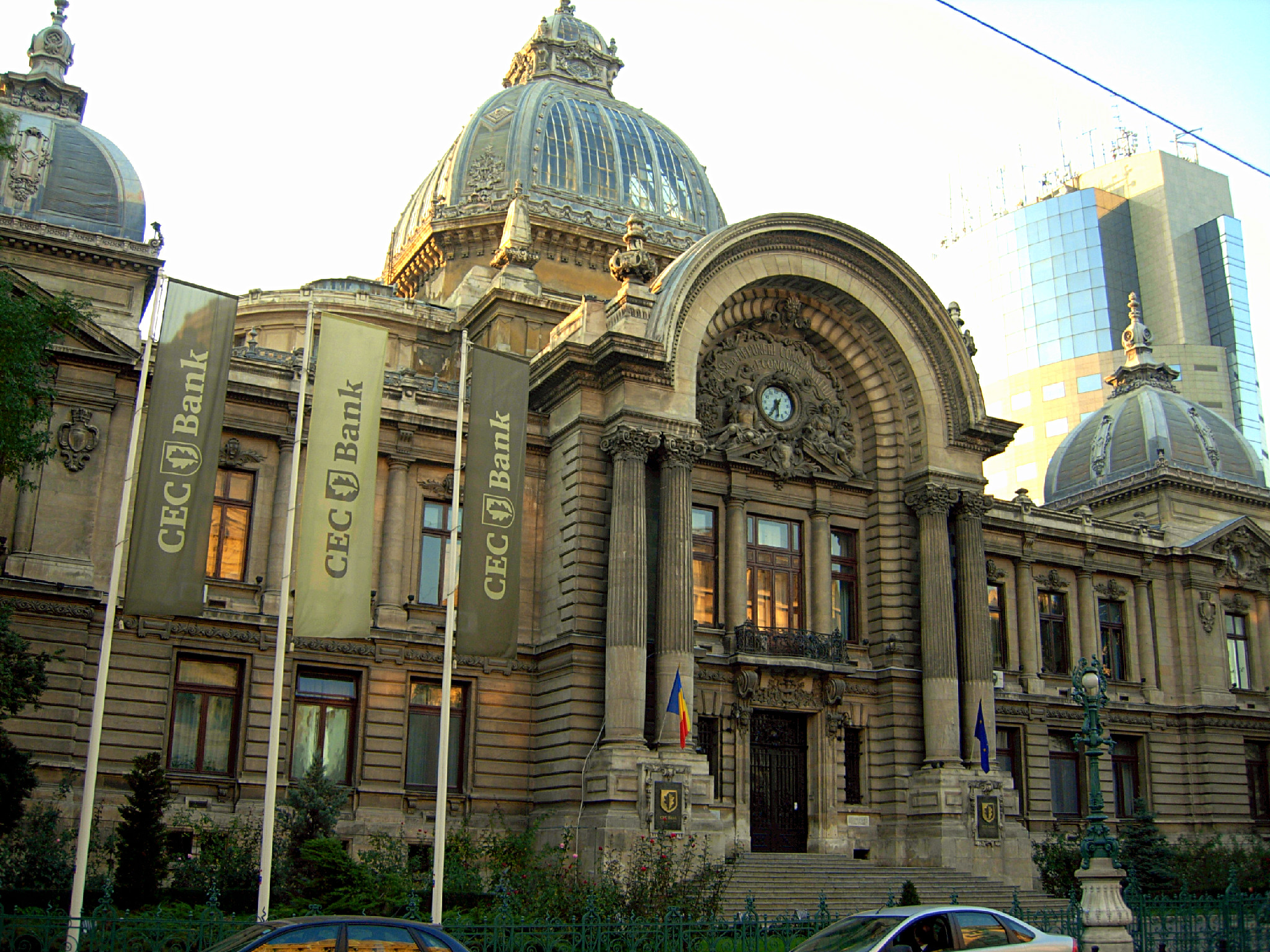
1897-1900年に建てられた勝利通りに面したCEC貯蓄銀行の建物

ブカレスト市内の中世の建物はそのほとんどが共産主義時代の体系化政策による破壊や多くの火災、軍事的な侵害により失われた。現在でも中世期やルネサンス期の建築物のいくつかは残されているが、注目されるのはリプスカニ地区である。1808年に建てられたHanul lui Manucやヴラド・ツェペシュの時代に建てられたCurtea Vecheの跡は注目される。中世、リプスカニ地区はブカレストの商業の中心であった。1970年代以降、市街地の衰退で多くの歴史的な建物は荒廃した。2005年にリプスカニ地区は全体が歩行者用の区域になり、徐々に修復が進んでいる。
ブカレスト中心部は19世紀後半から20世紀初頭の建築物が多く、特に戦間期はしばしばブカレストの黄金期と見なされている。この時代、ブカレストは都市の規模や富が急成長しパリのような他の欧州の首都を模倣するようになった。多くの建物は当時の最先端の建築様式に属し、ホーリャ・クレアンガとマルセル・ヤンクに先導され、街の景観を一変した。二つの卓越した建物のうち、クレツレスク宮殿は現在、UNESCOの欧州にある高等教育機関UNESCO-CEPESが入っている。もう一つのコトロチェニ宮殿は現在、ルーマニア大統領の官邸として使われている。市内で一番賑わっている駅であるブカレスト北駅や、ルーマニア国立銀行本店 (en) 、ブカレスト電話局などもこの時代に遡る。ブカレスト中央部や北部では19世紀から20世紀にかけて富裕層のヴィラが建てられたが、1990年代後半から修復が進められている。

### 共産主義時代の建築物

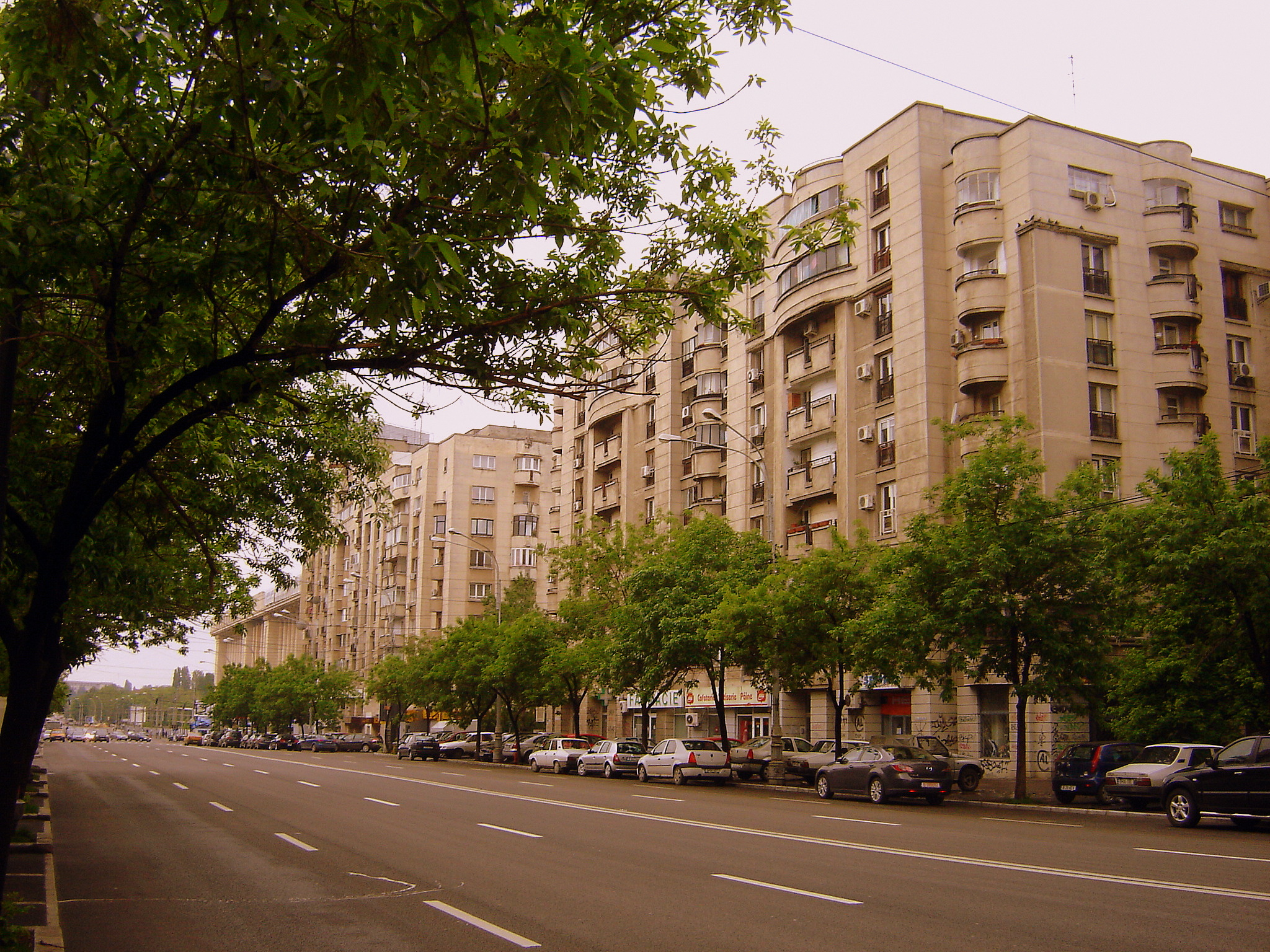
典型的なチャウシェスク時代に建てられた高層住宅

ブカレストの大部分を占めている建築物はルーマニア社会主義共和国時代に、歴史的な建築物を置き換える形で高密度な高層住宅地区となった。チャウシマとはチャウシェスクが行った歴史的な建築物の破壊行為 をアメリカによって投下された原爆によって破壊された広島の状況になぞらえて皮肉をこめたブカレスト市民が使う特有の言葉である。1980年代にチャウシェスクによって計画された国民の館は、古い建築を壊して建設された。この時代は新しい建築物によって多くの歴史的建築が失われた。
チェントルル・チヴィクはチャウシマの代表的例で、ブカレストで大部分を占めた歴史的な中心地区を功利主義の巨大な建築物で破壊した例で、ほとんどが大理石やトラバーチンのファサードで造られこれは北朝鮮の建築物に感化されたものである。共産主義時代のブカレストでは高層住宅が整備されその大部分はblocuriで高密度な住宅地区としてブカレスト市の人口の大部分を占めている。

### 現代の建築物
ルーマニア革命以来、一部の共産主義時代の建築物は一新し今の時代に合う形に改められて別の目的に使用されている。共産主義時代の小売店の複合施設はショッピングモールや商業の中心に変化している。巨大な円形のホールは「ハンガーサークル」などと呼ばれているがこれは1980年代に市民が食料不足の最中のチャウシェスク時代、小売店街や食堂街が入れるために造られたが革命によりほとんどは未完に終わった。ウニーレアショッピングセンターやブカレストモール、プラザルーマニア、シティモールなどのモダンなショッピングモールは以前あった「ハンガーサークル」の跡に現れている。ほかの例では巨大なCentrul Civicがマリオット・インターナショナルに変わっている。2000年以降、この状況は不動産ブームにより加速しており共産主義時代の建物は市中心部に立地することから一等地としての物件の価値がある。共産主義時代の高層住宅も一新され新たな住宅として現れている。新しい建物の建設によって共産主義時代の建物を置き換えることも2000年以降顕著になって来ており、ルーマニアの経済成長を背景に市街地の建物は刷新され新しい活力を得ている。今日ガラスやスチールを多用した高層ビルの多くは10階建以上である。これらのビルはショッピングモールやオフィスビル、銀行の本店などで、ブカレストワールドトレードセンターや商工会議所銀行はドゥンボヴィツァ川沿いに林立する。2005年現在では多くのオフィスビルはとくに市の北側や東側に建てられている。加えて、最近のトレンドは歴史的な建築物にファサードや翼状の物を加えたりすることでブカレスト建築協会の建物はモダンなガラスやスチールが中に築かれ外側は歴史的な石造りのファサードである。ブカレスト北部では不動産開発にジェントリフィケーションの過程で中間層や富裕層の多くが居住するようになっている。

## メディア
ブカレストはルーマニアのメディアの中枢で、国営テレビの本社をはじめ国営新聞やラジオ局の本社も置かれている。ブカレストを本拠地とする新聞社の中にはEvenimentul Zilei (en) 、Cotidianul (en) 、România Liberă (en) 、Adevărul (en) 、Gardianul (en) などの大手新聞社があり、ラッシュ時に読まれるタブロイド紙のClick! (en) やLibertatea (en) 、Ziarul (en) は通勤者にはポピュラーな存在である。多くの新聞社や出版社はカーサ・プレセイ・リベレをベースとしている。この建物はブカレスト北部のランドマークで、もともとの名称はカーサ・スクンテイ（Casa Scânteii）でルーマニア共産党が発行する公式新聞スクンテイアに由来している。カーサ・プレセイ・リベレはブカレストのランドマークというだけでなく、成長したメディアやコミュニケーション産業の象徴である。
英字紙が最初に発行されたのは1930年代初期で再び現れ始めたのは1990年代でそれ以来、目立つように広がっている。2つの英字紙、Bucharest Daily News (en) とNine O' Cloc (en) があるほか、多くの雑誌も発行されている。ハンガリー語の日刊紙Új Magyar Szó (en) もある。この他にもエンターテイメントやアートをカバーしたフリー雑誌などがブカレストでは発行されているほか、様々な雑誌が見られる。

## 教育

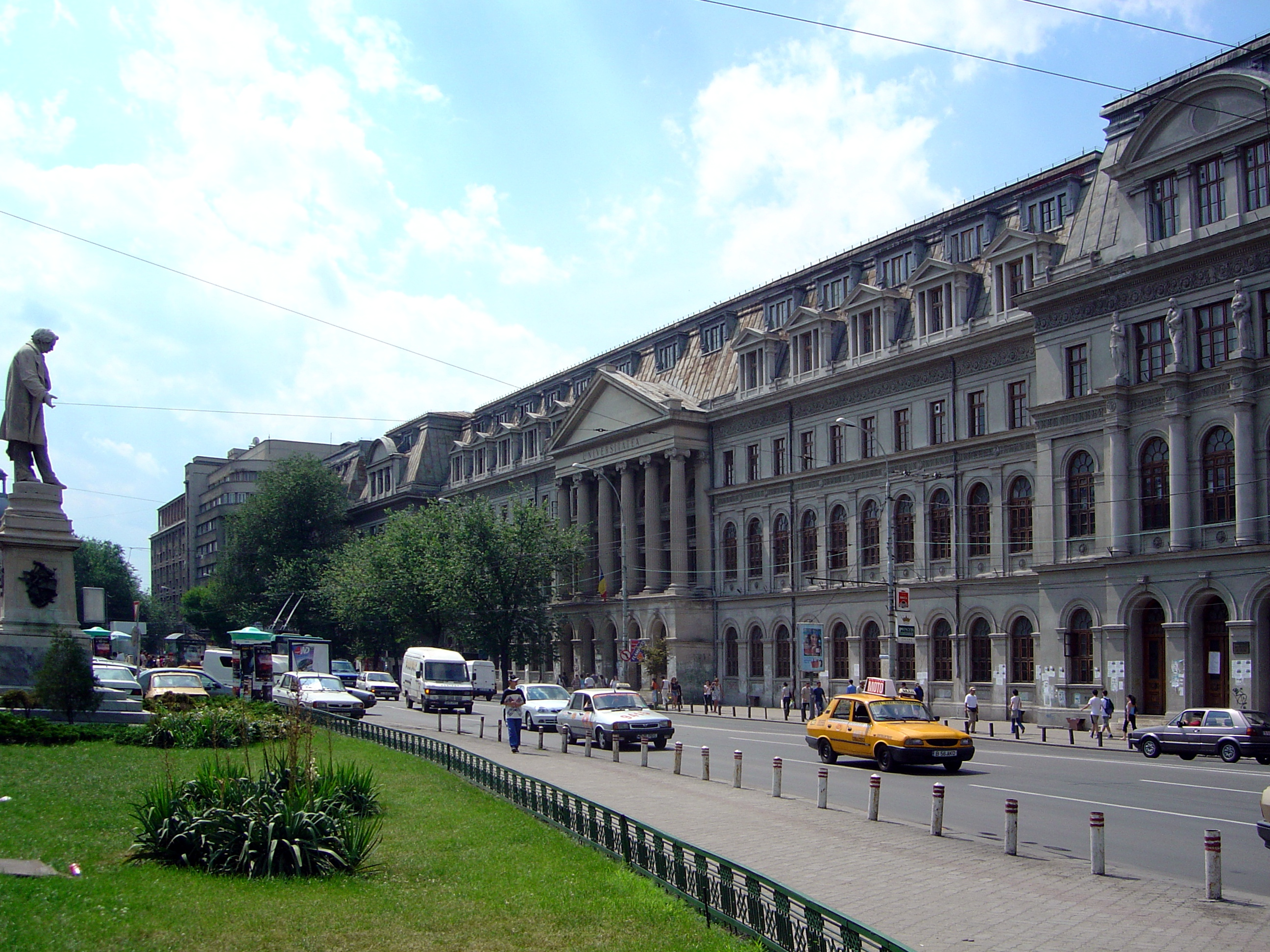
ブカレスト大学本館

ブカレストには16の公立大学があり、大規模なものにはブカレスト大学、ブカレスト経済研究アカデミー、カロル・ダビラ医科薬科大学、ブカレスト工科大学がある。公立大学に加えて19の私立大学もあり、ルーマニア・アメリカ大学、スピル・ハーレット大学がある。スピル・ハーレット大学は一部では欧州最大の入学者数を誇る大学とされている。ブカレスト市内には150以上の学部と30以上の大学があるが、ばらつきのある教育課程により様々な評判が混じり合っていたり、腐敗の問題もある。他のルーマニアではブカレストにある大学はアメリカや西ヨーロッパの大学より比較的低い評価しかされていない。それにもかかわらず、近年では海外の主にアジアから多くの留学生が入学している。最初の近代的な教育機関は1694年に設立されたブカレスト王侯アカデミーで1864年に今日のブカレスト大学と国立聖サワ大学に分割されている。この二つの大学は、ルーマニアではもっとも権威ある大学である。市内には450の公立の小学校と中学校がありこれらはブカレスト市教育委員会により管理されている。下位の自治体にあたるセクトールはそれぞれの管理委員がありブカレスト市の監督の下にある。

## スポーツ
サッカーはブカレストでもっとも広く親しまれているスポーツで、ブカレスト市内には多くのクラブチームが本拠地を置いており、ヨーロッパ中に知られている。ブカレストに本拠地を置くルーマニアのプロ1部リーグリーガ1に参加するクラブチームはステアウア・ブカレスト、ディナモ・ブカレスト、ラピド・ブカレスト、FCスポルトゥル・ストゥデンツェスク・ブカレストの4チームである。スタディオヌル・ナツィオナル1953はルーマニア最大の国立のスタジアムであった。現在では新しくされスタディオヌル・ナツィオナルとして2012UEFAヨーロッパリーグの決勝戦が開催された。この新しいスタジアムは2011年9月6日より運用が開始され、収容人数は55,000人近くありバルカン半島では最大のスタジアムである。 
ブカレスト市内にはアイスホッケーやラグビー、バスケットボール、ハンドボール、水球、バレーボールなど各種のスポーツクラブがある。大部分のルーマニアの陸上、ボクサー、体操などの選手はブカレストのクラブに所属し多くの大会もブカレストで開催されている。ブカレストで最大の競技施設はサラ・ポリヴァレンタで6,000人が収容可能である。この施設はコンサートやバレーボールなどの屋内競技、展示会やショーなどに使われている。2007年からブカレストでは国民の館の周辺のブカレストリングを使ったコースで年毎のレースが開催されている。このレースはブカレストシティチャレンジ (en) と呼ばれFIA GT選手権やFIA GT3 European Championship、イギリス・フォーミュラ3選手権主催やダチア・ロガンカップのレースが2007年と2008年に開催された。2009年と2010年は訴訟により開催されていない。ブカレストグランプリは論争の的となる実業家Nicolae Șerbuのもので、訴訟に勝利し2011年からは議会の周辺でグランプリは開催されるようになった。毎年秋にブカレストではBanca Comercială Românăオープンルーマニア国際テニストーナメントが主催されATPワールドツアーに含まれている。このほかにも様々な大会がブカレストでは開催されている。

## ブカレストが登場する作品
漫画
- 『MASTERキートン』
  - 第18巻収録（浦沢直樹・勝鹿北星）
    - 「ルーマニアへ!!」
    - 「チャウシェスクの子供達」
    - 「ブカレスト脱出!!」
    - 「TA89」
    - 「チャウシャスクの隠し資産」
    - 「虐殺の村」
    - 「絶体絶命」
    - 「夢を掘る人（最終回）」
- 『ブラック・ラグーン』広江礼威（「チャウシェスクの子供たち」と「国民の館」が登場）

映画
- 『沈黙の奪還』監督：ミヒャエル・ケウシュ　主演：スティーヴン・セガール
- 『デトネーター』監督：レオン・ポーチ　主演：ウェズリー・スナイプス
- 『7セカンズ』監督：サイモン・フェローズ　主演：ウェズリー・スナイプス
- 『エクスペンダブルズ3 ワールドミッション』監督：パトリック・ヒューズ　主演：シルヴェスター・スタローン
- 『シビル・ウォー/キャプテン・アメリカ』監督：ルッソ兄弟　主演：クリス・エヴァンス
- 『ありがとう、トニ・エルドマン』監督：マーレン・アデ　主演：ペーター・ジモニシェック

## 姉妹都市
- キシナウ、モルドバ[88]
- アテネ、ギリシャ[88]
- アンマン、ヨルダン[88]
- アンカラ、トルコ[88]
- アトランタ、アメリカ[88]
- ブダペスト、ハンガリー[88]
- 北京、中華人民共和国[88]
- デトロイト、アメリカ合衆国[88]
- ロンドン、イギリス[88]